# Urbanistica di Bologna preunitaria

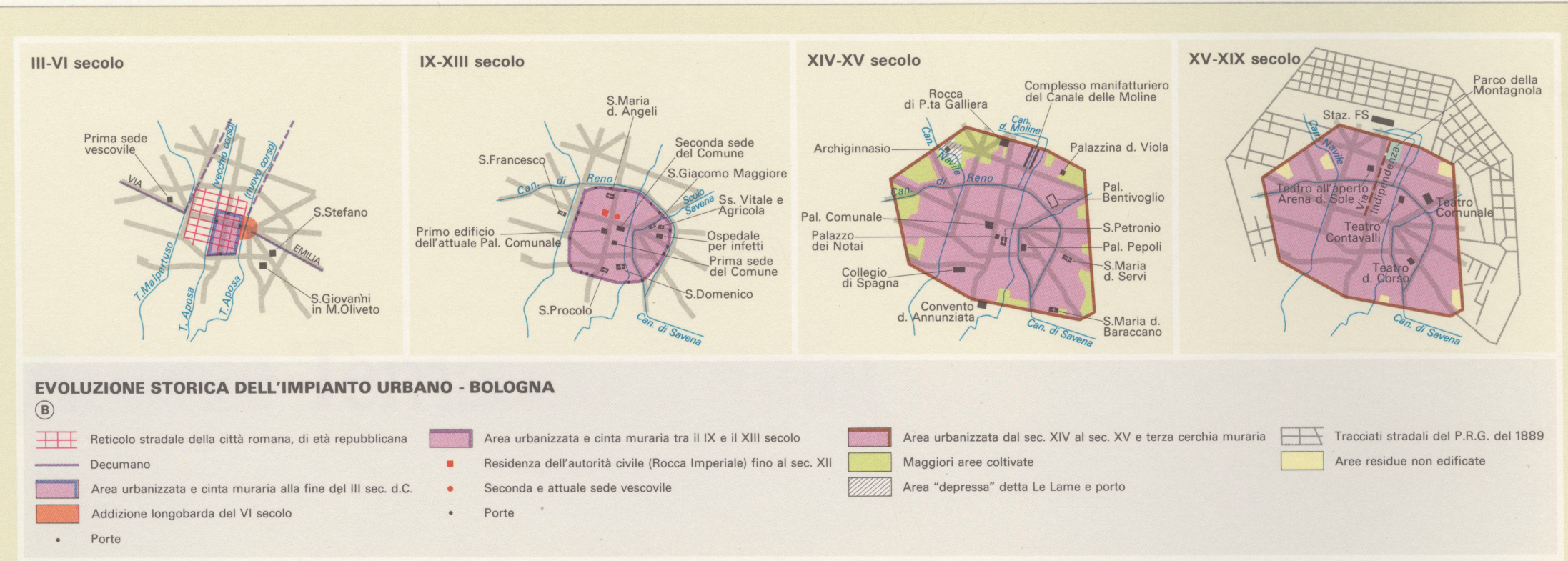
Espansione di Bologna dalla tarda antichità all'inizio del XIX secolo.

Unica tra le città emiliane a estendersi tra la Pianura padana e le propaggini collinari, l'urbanistica della città di Bologna e in particolar modo quella del suo centro storico ha visto un'evoluzione di lungo periodo, strutturandosi su un arco di tempo di più di venti secoli.

## Antichità

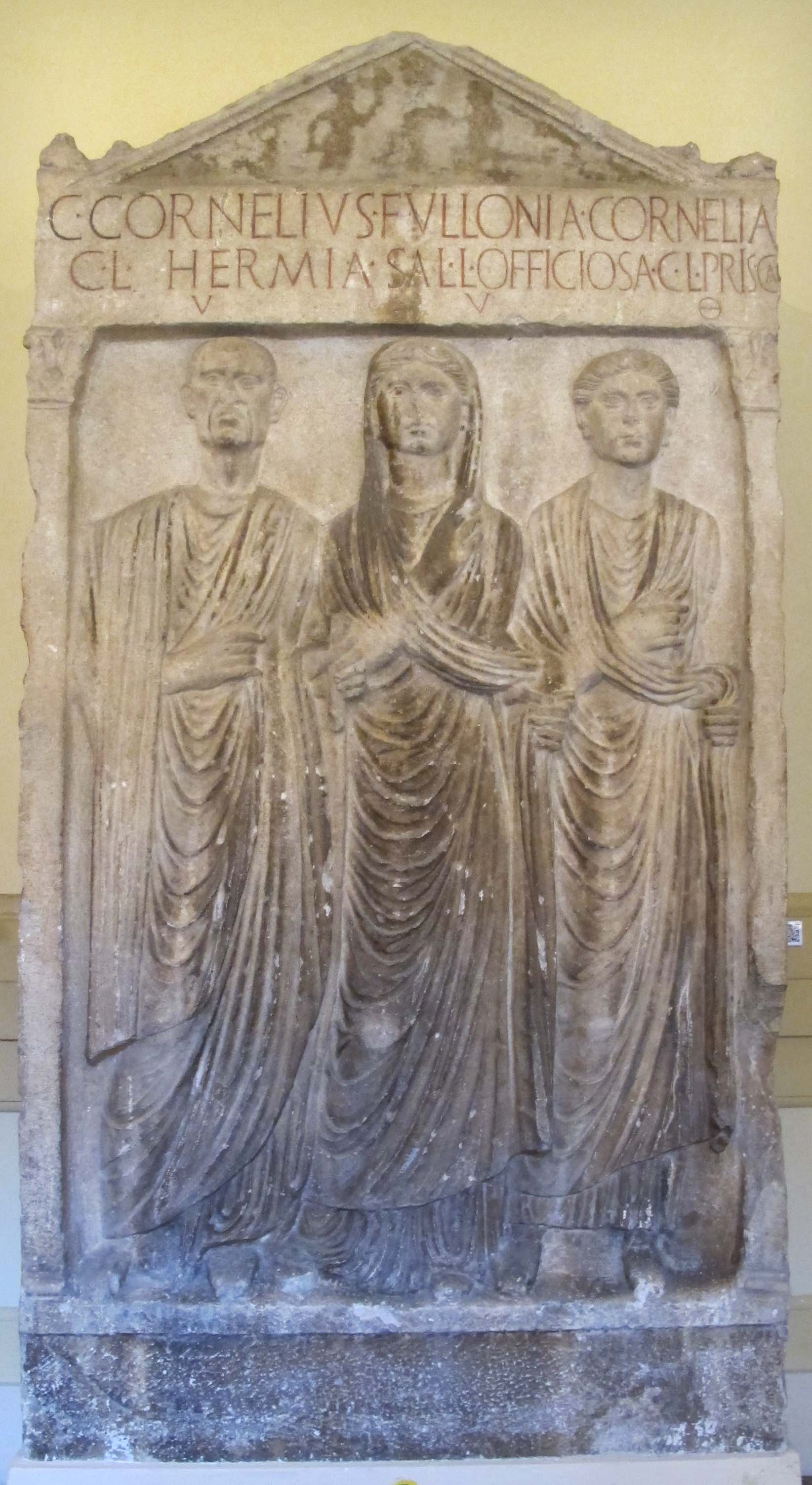
Stele dei Cornelii, rinvenuta presso San Pietro in Casale e oggi al Museo civico archeologico di Bologna.

### Origini
I primi insediamenti stabili nella zona dove oggi sorge Bologna si ebbero durante l'età del ferro, durante lo sviluppo della civiltà villanoviana. La stessa civiltà prese il nome dai ritrovamenti effettuati a Villanova di Castenaso, a breve distanza da Bologna. Le tracce più consistenti pervenuteci sono due estese necropoli, una posizionata ad est e l'altra ad ovest rispetto all'attuale centro storico.
Attorno alla metà del VI secolo a.C. prese forma un insediamento demico più consistente, ad opera degli Etruschi. Venne così a costituirsi Felsina, la principale città etrusca nel piano padano. Essa non possedeva ancora un impianto urbano strutturato ed erano scarse le costruzioni in materiale durevole; prevalenti invece le abitazioni in legname o in muratura a secco. Tuttavia, nel corso del IV secolo a.C. l'arrivo dei Galli Boi interruppe la prosperità etrusca nell'area, e probabilmente dissolsero l'impianto urbano una volta occupata la città, preferendo uno stanziamento sparso sul territorio.

### Età romana
Tra III e II secolo a.C. prese avvio la conquista romana della Gallia Cisalpina; nel 191 a.C. la zona controllata dai Boi venne sottratta e qui, nel 189 a.C. venne fondata una colonia che prese il nome dal popolo precedentemente insediato, Bononia. I romani nell'opera di colonizzazione dell'agro bolognese applicarono lo schema centuriale, organizzando la nuova città e il territorio circostante secondo un impianto ortogonale.
La nuova città aveva un'estensione di circa 50 ettari ed era costeggiata dal torrente Àposa, il quale cingeva a est l'abitato; il confine ovest invece era delimitato dal rio Vallescura. Asse principale, che fungeva altresì da decumano massimo, era la Via Emilia, strada consolare che collegava Mediolanum ad Ariminum (odierne Milano e Rimini). Questo importante asse stradale corrisponde alle odierne Via Rizzoli e Via Ugo Bassi. Il cardo massimo invece era situato in corrispondenza dell'attuale via Galliera.
Al centro della maglia urbana regolare, costituita da otto decumani e sei cardini, era posto il foro col macellum (il mercato). Bononia progressivamente crebbe e da un'edilizia povera si passò a costruire in materiali più durevoli, sia importati da fuori che di provenienza locale, come laterizi, selenite e arenaria. In età augustea la città si dotò di una pavimentazione lapidea e un acquedotto che convogliava le acque dal fiume Setta. Sotto l'imperatore Claudio un incendio devastò la città, ricostruita grazie all'aiuto di Nerone.

### Età tardoantica
Tra III e IV secolo inizia una crisi irreversibile per la città, testimoniata anche dalla nota citazione di Sant'Ambrogio che la definisce "cadavere di città semidistrutta" (Semirutarum urbium cadavera). Al vescovo milanese la tradizione affida anche il posizionamento delle cosiddette Quattro croci. Esse delimitavano un'area interna alla città romana: al di fuori di questo perimetro ideale infatti si stendeva, verso ovest e verso nord, la cosiddetta civitas antiqua rupta, ovvero la Bononia abbandonata in seguito alla forte crisi. Queste quattro croci di pietra poste ai margini del nucleo ancora abitato, possedevano un profondo significato spirituale, tracciando un confine ideale tra la città e il suburbio.

## Alto Medioevo

Bologna all'epoca delle Mura di selenite.

Nel corso dell'alto medioevo la pianta urbana di epoca romana subì un processo di riorganizzazione che portò alla definizione di un impianto "a nuclei chiusi". Elementi ordinatori infatti non erano più gli assi stradali ma le corti gentilizie che si racchiudevano verso l'interno. I rapporti con la strada pubblica erano solamente indiretti e il luogo organizzatore del nucleo, più della chiesa di riferimento (plebana o parrocchiale) divenne la stessa corte interna.

### Crisi e trasformazione

#### Le mura di selenite
In epoca altomedievale venne eretta la prima cinta muraria di Bologna, detta "di selenite" per via dei grossi blocchi di pietra gessosa utilizzati. Come le quattro croci, esse delimitavano solo una parte dell'antica Bononia, coprendo una superficie di 19 ettari. A ovest infatti lasciava fuori gran parte dell'abitato romano, e le mura si sviluppavano lungo un asse che andava dal teatro al tempio di età repubblicana, passando per il foro e la basilica; A sud e ad est correva lungo l'antico limite della città romana. A nord presumibilmente il confine era all'altezza dell'attuale cattedrale.
L'accesso alla città era garantito da quattro porte (Ravegnana ad est, Procola a sud, Stiera ad ovest e di San Cassiano, poi di San Pietro a nord) alle quali successivamente se ne aggiunsero altre. Dato che sulla datazione delle mura non si possiedono fonti precise al riguardo, sono state stabilite diverse ipotesi, che variano all'incirca tra il IV e il VII secolo.

#### I centri religiosi

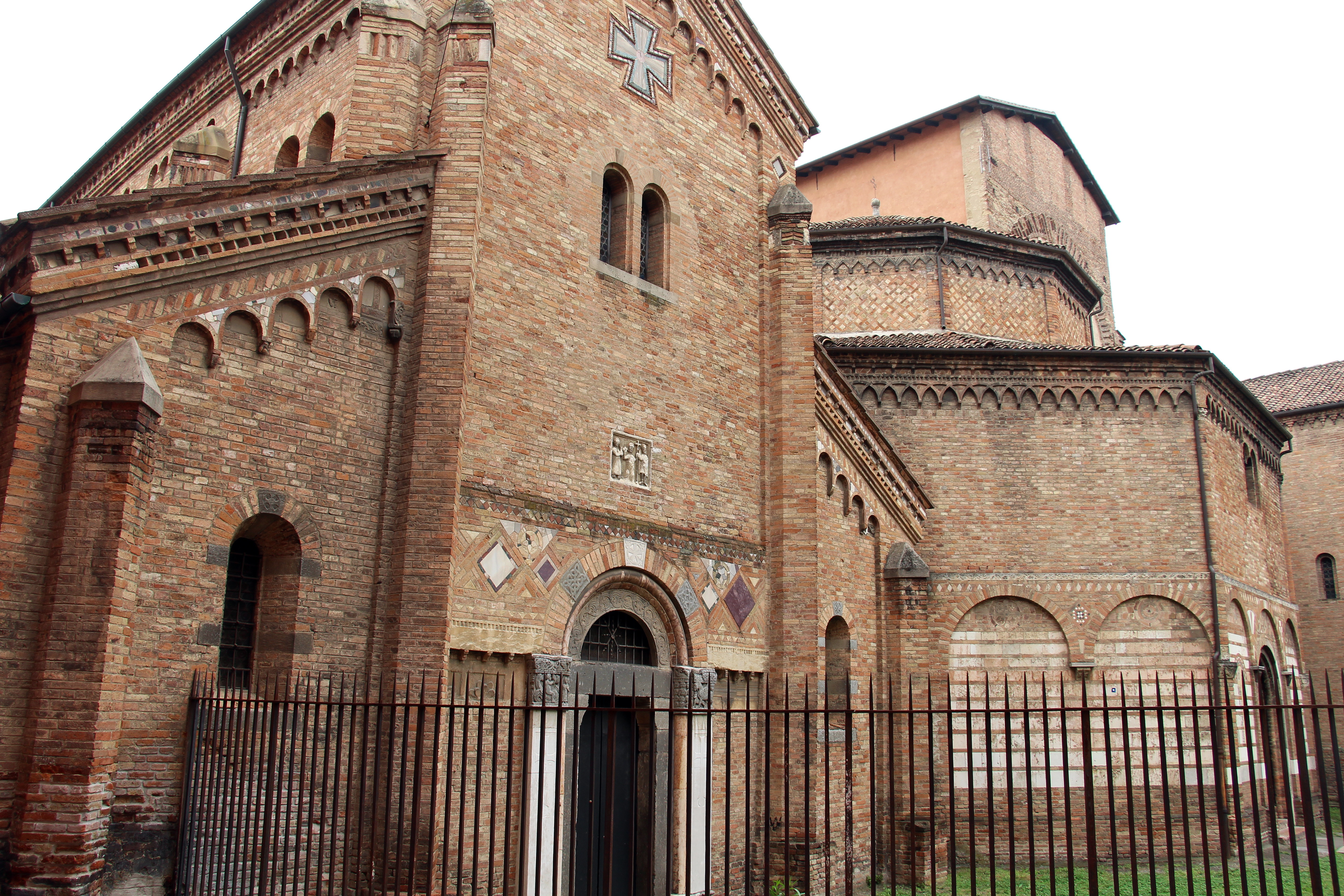
Dettaglio del complesso di Santo Stefano (chiesa dei santi Vitale e Agricola)

Sempre in epoca altomedievale sorsero due importanti poli religiosi: l'Abbazia dei Santi Naborre e Felice ad ovest e il Complesso di Santo Stefano ad est. I due luoghi di culto si caratterizzavano come notevoli aree cimiteriali rimaste al di fuori della cinta muraria; la prima ospitava i primi vescovi cittadini, mentre la seconda accoglieva le reliquie dei martiri locali, i più importanti dei quali erano i santi Vitale e Agricola.
In particolare, la Basilica di Santo Stefano costituiva assieme alla chiesa di Santa Tecla e alla chiesa di San Giovanni in Monte un particolare percorso simbolico-religioso legato alla Passione di Gesù. Nel corso del tempo infatti la chiesa stefaniana assunse sempre più una deliberata connessione col Santo Sepolcro, mentre gli altri edifici rappresentavano rispettivamente la Valle di Giosafat e il Monte degli Ulivi.
La mancanza di fonti riguardanti la precisa ubicazione della primitiva sede episcopale bolognese ha fatto sorgere alcune ipotesi. Tradizionalmente la funzione di cattedrale veniva attribuita, vista la loro rilevanza, alla Basilica di Santo Stefano o alla Chiesa dei santi Naborre e Felice. Studi più recenti tuttavia propendono per l'identificazione nel sito dove tutt'ora è collocata l'odierna Cattedrale di San Pietro, attestata in quel luogo però solo in epoca successiva.

### Ripresa ed espansione

#### L'addizione longobarda

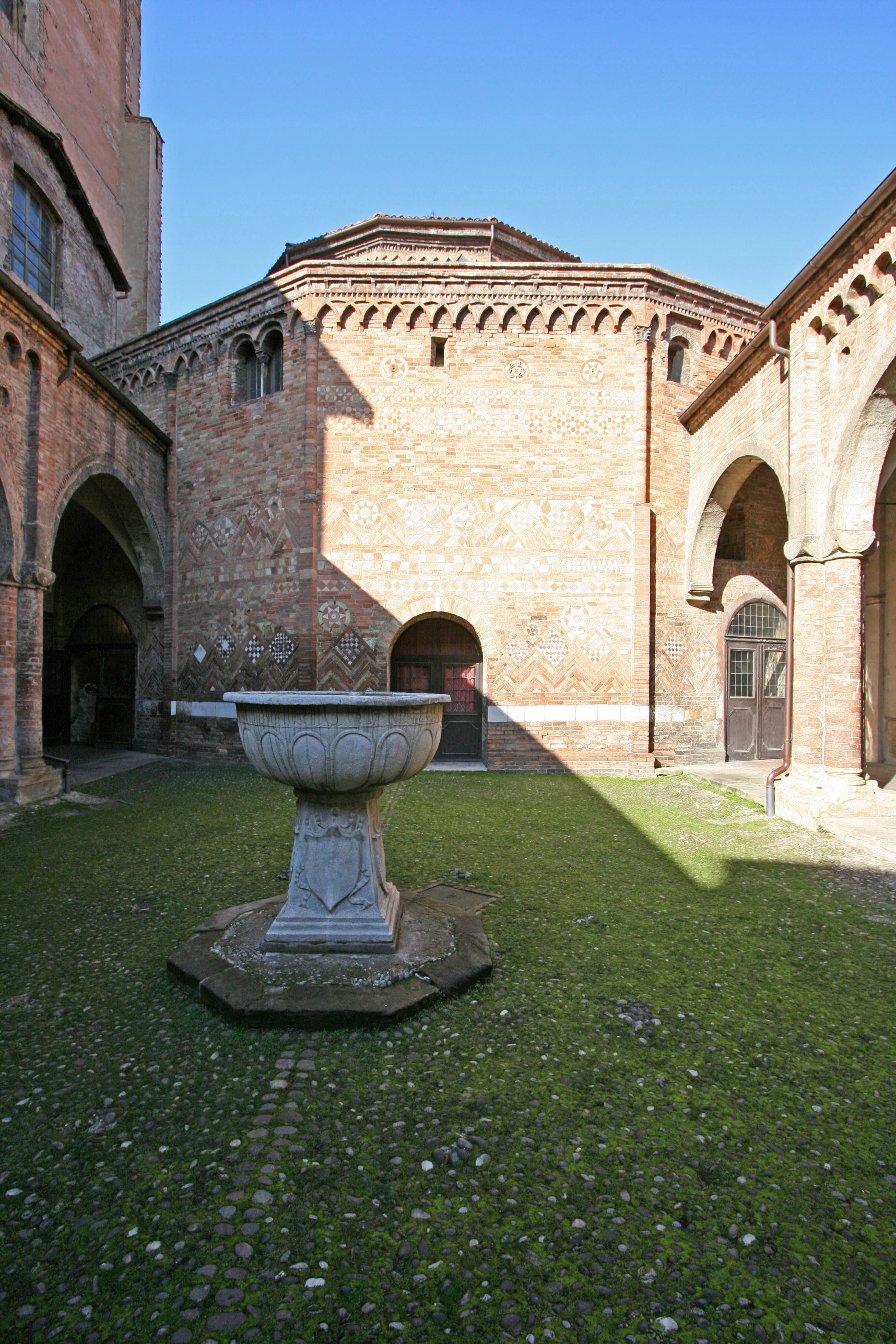
Cortile di Pilato all'interno del complesso di Santo Stefano: al centro è posizionato il catino

Successivamente all'VIII secolo si verificò un'espansione urbana ad est dell'Aposa, inedita rispetto allo schema romano. Tradizionalmente viene fatta attribuire ad opera dei longobardi, che dopo la conquista della città avvenuta nel 727-728, secondo un passo di Paolo Diacono qui si sistemarono in castris (ovvero in accampamento). Questa zona probabilmente doveva essere protetta da eventuali contrattacchi bizantini. Tuttavia non ci è rimasta alcuna prova certa dell'insediamento stanziale dei longobardi in questa nuova area piuttosto che nell'antica città latina. L'unica evidenza è la formazione di un nuovo settore anomalo, la cosiddetta "addizione longobarda", posta al di fuori della cinta di selenite; il tessuto di questa parte, organizzato per linee concentriche, forma ancora oggi una struttura radiale convergente su Piazza di Porta Ravegnana.
Un'altra associazione tra questo sviluppo urbano e i nuovi dominatori longobardi è presente nella Basilica di Santo Stefano, che in questo momento ricevette particolari attenzioni e non a caso si trova vicino alla zona di nuova espansione. La testimonianza più evidente è il cosiddetto Catino di Pilato, che riporta in un'iscrizione il re longobardo Liutprando e il nipote Ildebrando.

#### La lenta ripresa
Sotto il Regnum Italiae, contestualmente al resto d'Europa, la città attraversò una fase di progressiva ripresa, nonostante un saccheggio degli ungari avvenuto nel 902.
L'antica città retratta, la zona delle rovine situata ad ovest e a nord delle mura, venne progressivamente ripopolata, così come vennero edificate nuove aree a sud e ad est. In questo senso fu rilevante l'azione dei principali enti religiosi cittadini, ovvero i monasteri di Santo Stefano, San Felice e San Procolo, che attorno al X secolo erano entrati nell'orbita benedettina. Essi infatti erano proprietari di molti terreni nel suburbio, e da questo momento in poi, fino ad arrivare al Duecento ed oltre, applicarono una vasta lottizzazione residenziale dei loro possedimenti; il risultato fu un'incisiva trasformazione della periferia urbana, contraddistinta da un preciso piano progettuale, applicato tramite contratti di enfiteusi e di livello.
Presumibilmente fu in questo periodo che venne innalzata, nell'angolo nord-ovest della cerchia muraria, la cosiddetta Rocca imperiale; nel corso del tempo venne aperta nei suoi pressi una porta detta appunto "di castello". Della rocca non si hanno attestazioni certe su quando venne edificata, ma sappiamo dalle fonti che venne distrutta nel 1115, in seguito alla morte di Matilde di Canossa. Il diploma con cui l'imperatore Enrico V perdonò i cittadini viene considerato come il primo riconoscimento del Comune di Bologna.

#### Le torri

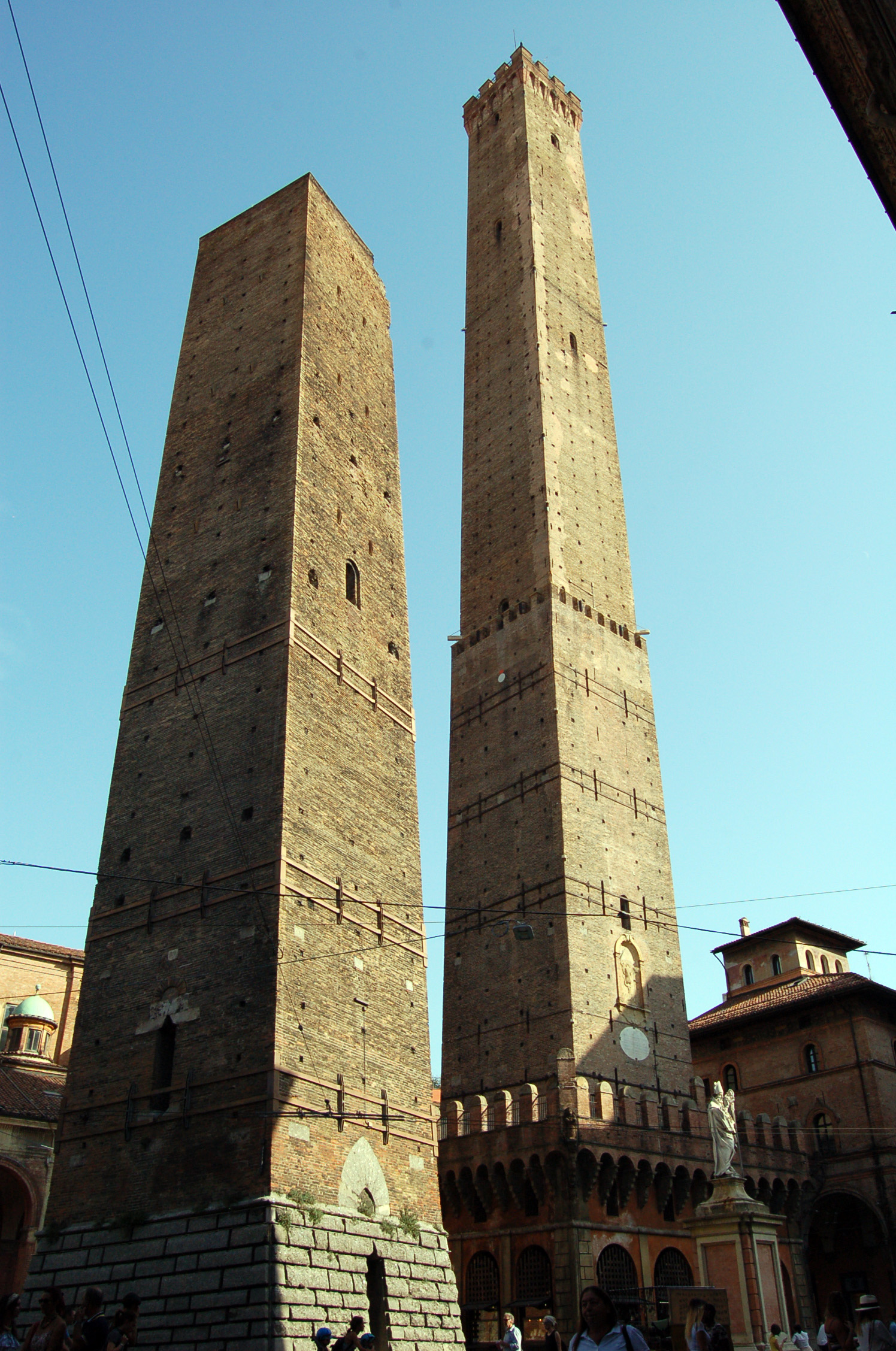
Le Due torri: l'Asinelli e la Garisenda.

Dall'origine incerta, quello delle torri fu un fenomeno che ha lasciato un'impronta significativa su Bologna. Simbolo della forza e della potenza delle famiglie nobiliari cittadine, si ritiene che il clima di instabilità politica locale e di "vuoto di potere" esterno favorì l'innalzamento di questi particolari edifici, nel periodo tra i secoli Undicesimo e Dodicesimo. L'analisi topografica ha evidenziato che le torri siano situate quasi tutte nel settore orientale più prossimo al centro della prima cinta muraria; dunque si pensa che le prime torri derivino in maniera diretta o parziale dalle strutture difensive della cerchia di selenite. Mutuato il clima politico, nel corso del Duecento molte vennero mozzate e cambiarono di funzione. Tra le tante, la Torre degli Asinelli per la sua posizione strategica diventò un importante strumento di controllo della zona di piazza di Porta Ravegnana e dell'intera città.

## Basso Medioevo

### Età comunale
I secoli XII e XIII furono quelli di maggior espansione urbana per Bologna. Il comune avviò importanti interventi di riprogettazione del tessuto urbano, mentre gli enti religiosi proseguirono il processo di lottizzazione dei loro terreni, che favorirono la crescita demografica.

#### I primi spazi comunali
Lo sviluppo delle istituzioni comunali richiese spazi adeguati alle nuove forme di partecipazione civica. Già all'inizio del XII secolo viene attestata, come spazio in cui venivano svolte le attività politiche, la Curia Sancti Ambroxii (Curia di Sant'Ambrogio). Si trattava dello spiazzo esterno alla chiesa omonima, posta dove oggi sorge la Basilica di San Petronio e l'Hotel Commercianti. La scelta ricadde su di una chiesa sufficientemente grande e di tradizione civica, sita in un punto focale della città, laddove la zona ancora rispettava la trama viaria di età romana, ed era circondata dalle abitazioni delle famiglie più potenti dell'epoca. La chiesa sorgeva infatti sulla platéa major ovvero l'antico cardine massimo, oggi Via d'Azeglio.
Con l'ampliarsi delle funzioni di governo il Comune acquisì gli spazi circostanti e la chiesa stessa, ma nel corso del tempo diventarono insufficienti. Verso il 1178 infatti gli uffici del Podestà vennero spostati presso le case che furono del giurista Bulgaro, l'odierna Santa Maria dei Bulgari.

#### La cerchiadei torresotti

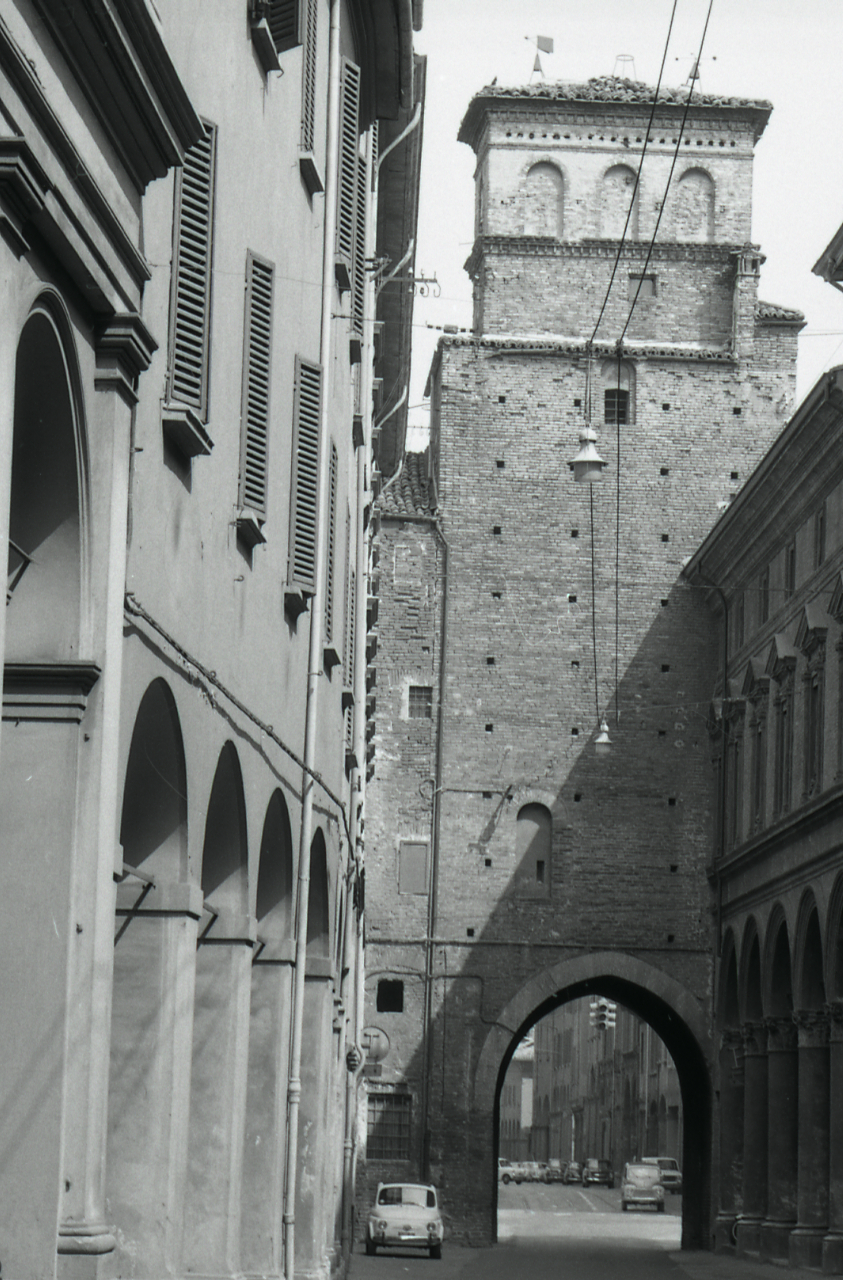
Il Torresotto di via San Vitale in una foto di Paolo Monti

Attorno alla metà del XII secolo emergono le prime testimonianze della seconda cerchia muraria, detta "dei torresotti" per via della forma delle porte d'accesso. Generalmente si attribuisce la loro edificazione al tempo delle guerre contro Federico Barbarossa (1167-1176), anche se menzioni a serragli e altre difese sono presenti già dal 1153. La nuova cortina muraria, costituita da muri "a sacco" in laterizi riempiti da un conglomerato di calce e ciottoli, era di forma pressoché circolare e copriva una superficie di circa 113 ettari, includendo non solo l'antica civitas rupta ma anche le zone di nuova urbanizzazione a sud e ad est.

#### Canali
Durante la seconda metà del XII secolo vennero avviati importanti lavori di canalizzazione. L'Aposa infatti stava diventando insufficiente per gli usi idrici della città e si decise di convogliare le acque dai fiumi più prossimi a Bologna, il Sàvena e il Reno. Al 1176 abbiamo la prima menzione del Canale di Savena, che però a quella data doveva già essere completato; verso la fine di quell'anno infatti si stabilì un accordo tra il comune e vari proprietari privati (famiglie ed enti religiosi) per l'uso di circa una sessantina di mulini lì installati.
Negli anni '80 del secolo si ha anche la prima attestazione del Canale di Reno, il cui scavo fu frutto di un'iniziativa privata. Allo scopo infatti si creò un consorzio di imprenditori, detti Ramisani, i quali investirono ingenti capitali, al fine di sfruttare le acque per la macinazione dei cereali e altre attività produttive. Nel 1208 venne stabilita un'intesa tra i Ramisani e il comune, il quale acquisì dai primi i diritti d'uso sul canale. Ciò andava incontro ad una politica di gestione pubblica delle risorse idriche, a scopo molitorio (e dunque annonario) ed energetico-industriale.

#### Portici

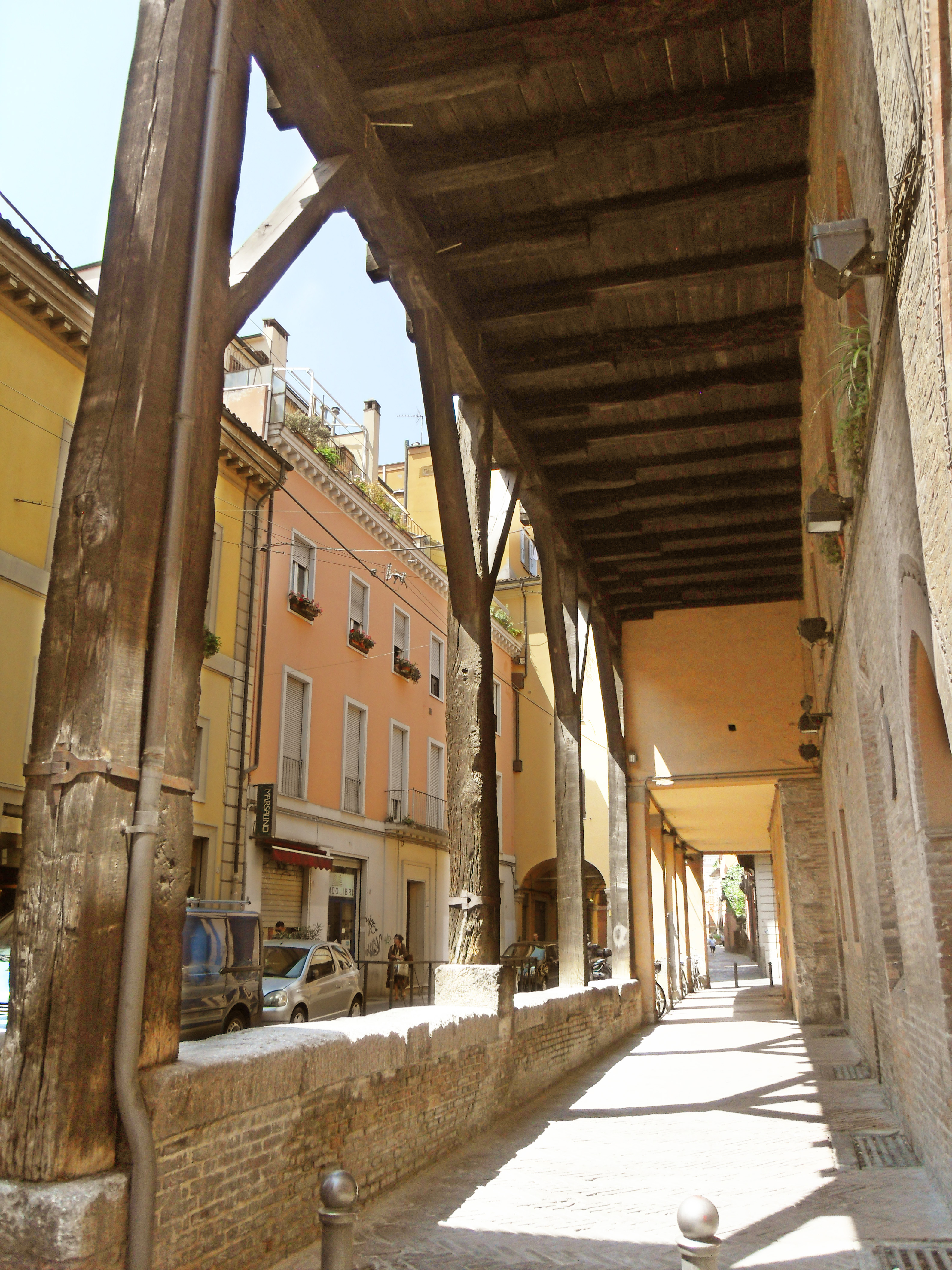
Portici di legno in via Marsala

La necessità di nuovi spazi dovuta all'incremento demografico, e alla presenza dell'Università, portò ad ampliare gli edifici; inizialmente tramite sporti e beccadelli, che poi vennero puntellati tramite un sostegno a terra: si formarono così i portici. Lo sviluppo di questi sistemi edilizi in maniera disordinata e caotica avvenuto nel corso del XII secolo richiese interventi normativi nel secolo successivo. Il comune nella metà del Duecento, tramite legislazione statutaria, mise ordine alle superfetazioni eccessive preservando però l'utilità dei portici, in modo tale da caratterizzare ancor oggi il paesaggio urbano di Bologna.

#### Mercati
Se la zona dedita alle attività mercantili fino all'alto medioevo rimase lo spiazzo dinanzi la cattedrale (nei pressi dell'antico macellum romano), nel 1074 viene menzionato per la prima volta un mercato dedicato a San Giovanni Battista, posto nei pressi della Basilica di Santo Stefano. Nel corso dei secoli successivi quindi il mercato urbano si stabilizzerà nella piazza di Porta Ravegnana, al di fuori delle mura di selenite. Nel 1286 il comune provvide ad ampliare questo spazio primitivo, tramite l'acquisto e successiva demolizione delle case, definendo così l'assetto circa attuale della piazza; nel frattempo, il mercato si specializzò nel commercio di drappi e tessuti, e nel settore del prestito monetario e del cambio. Infatti, già prima del Duecento l'area del mercato di Porta Ravegnana si era progressivamente saturata; l'apertura della piazza Maggiore permise il trasferimento quivi del commercio dei generi alimentari, mentre la zona posta tra le due piazze venne mano a mano investita dalle funzioni mercantili, creando così quello che sarà detto appunto Mercato di Mezzo.
Nel 1219 invece il comune decise di destinare al commercio una vasta superficie a nord della cerchia dei torresotti; venne così creato il Campo del Mercato, l'odierna Piazza VIII Agosto, atto a ospitare il mercato settimanale del bestiame e le grandi fiere annuali, che necessitavano di vasti spazi adeguati. La scelta dei terreni era pensata in maniera funzionale al trasporto delle merci su lungo raggio: da qui erano più facilmente raggiungibili i canali navigabili e quindi i collegamenti con tutta l'Italia settentrionale.
Attorno alla metà del secolo si pensò persino di poter stabilire un porto nei pressi del Campo del Mercato, ma di fatto non si riuscì mai a concretizzarlo. La zona portuale di Bologna era da sempre posta nei pressi della Corticella, a nord verso il fiume Reno; nel 1288 si riuscì a realizzare un servizio portuale attrezzato sul canale Navile, in prossimità del Maccagnano, dove il comune già possedeva alcune gualchiere e mulini.

### Il Duecento

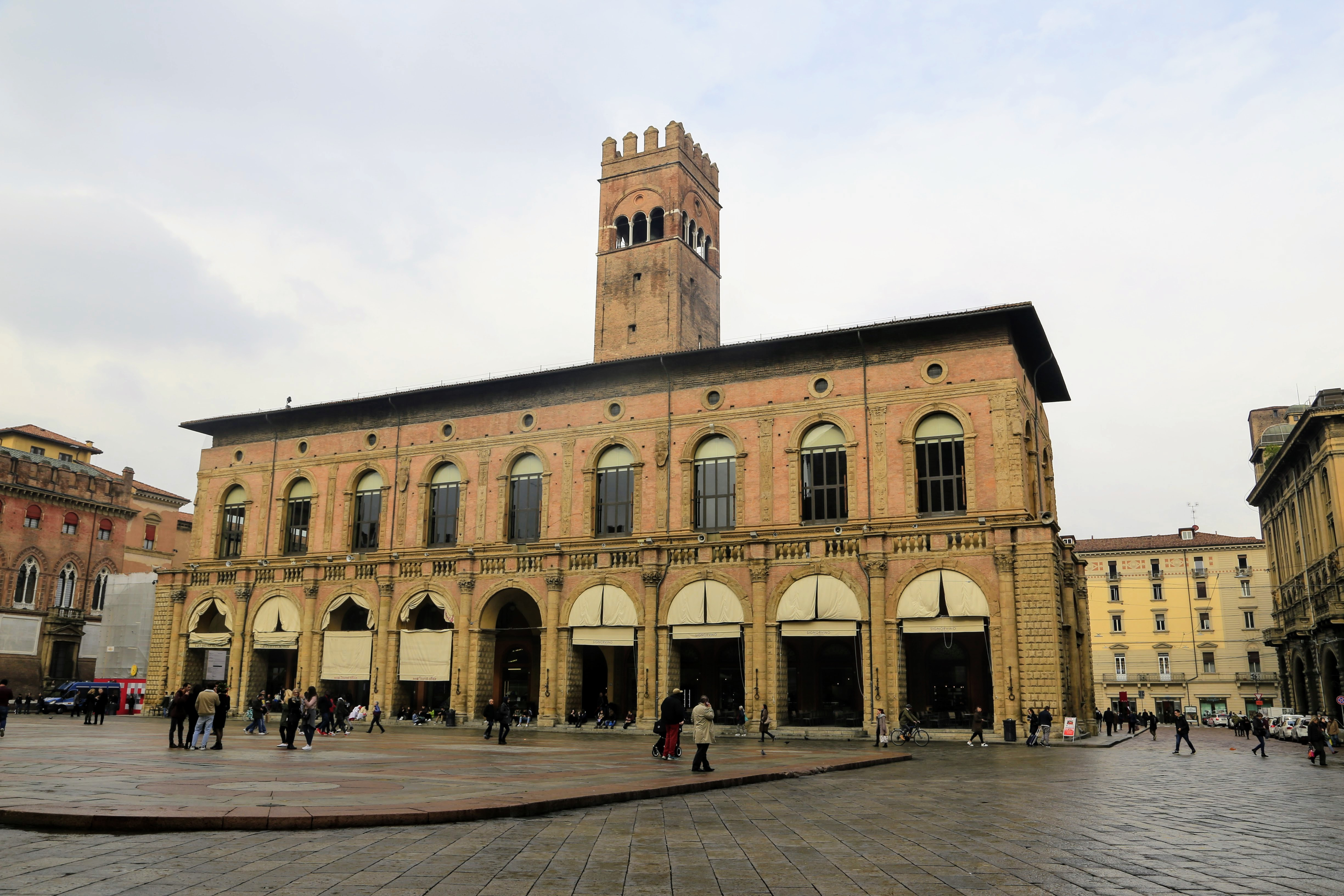
Il Palazzo del Podestà in Piazza Maggiore, primo palazzo comunale

Nel corso del Duecento la città si strutturò secondo le linee di tendenza già delineate nel secolo precedente. Fuori dalla nuova cinta muraria si formarono nuovi borghi: di San Petronio e della Fondazza a sud-est; di San Pietro a nord; di San Felice, del Pratello, di San Lorenzo e delle Casse a ovest; Mirasole e Miramonte a sud.
Nuovi cantieri vennero intrapresi per opera degli ordini mendicanti e del comune, mentre lavori di ristrutturazione e riprogettazione urbana coinvolsero tutta Bologna. Inoltre vennero sistemati gli scarichi fognari e le strade furono selciate, per volontà del comune o delle vicinie. Solo l'Università non promosse iniziative di sviluppo urbano, poiché non aveva strutture proprie e le lezioni si tenevano nelle case dei dottori e dei maestri.

#### Piazza Maggiore
A cavallo tra il XII e il XIII secolo il comune si impegnò nel suo più ambizioso progetto urbanistico: l'apertura di una nuova piazza da destinare alle attività pubbliche, politiche ed economiche. Infatti le istituzioni comunali erano sempre più strette negli spazi della Curia di Sant'Ambrogio, la quale inoltre peccava di rilevanza simbolica come punto di riferimento del potere pubblico.
Così nel 1200 iniziarono i procedimenti di esproprio di una consistente parte di città compresa tra la platea maior e la platea Lambertaciorum (il cui nome fa riferimento alla famiglia Lambertazzi, odierna via dell'Archiginnasio). Nel giro di pochi anni si era già formata la piazza, con un'estensione pressappoco simile a quella odierna, e nel contempo si stava erigendo il nuovo Palazzo comunale, l'odierno Palazzo del Podestà. Quest'ultimo era già quasi ultimato nel 1208 e funzionava sia da spazio amministrativo che economico. Il nuovo palazzo risultava centrale rispetto alla nuova cerchia muraria e rimaneva nei pressi del baricentro politico creato dalla vecchia curia di Sant'Ambrogio; sotto ad esso si apriva un incrocio di strade coperte che rappresentava il nuovo punto focale della città.

#### La terza cerchia di mura

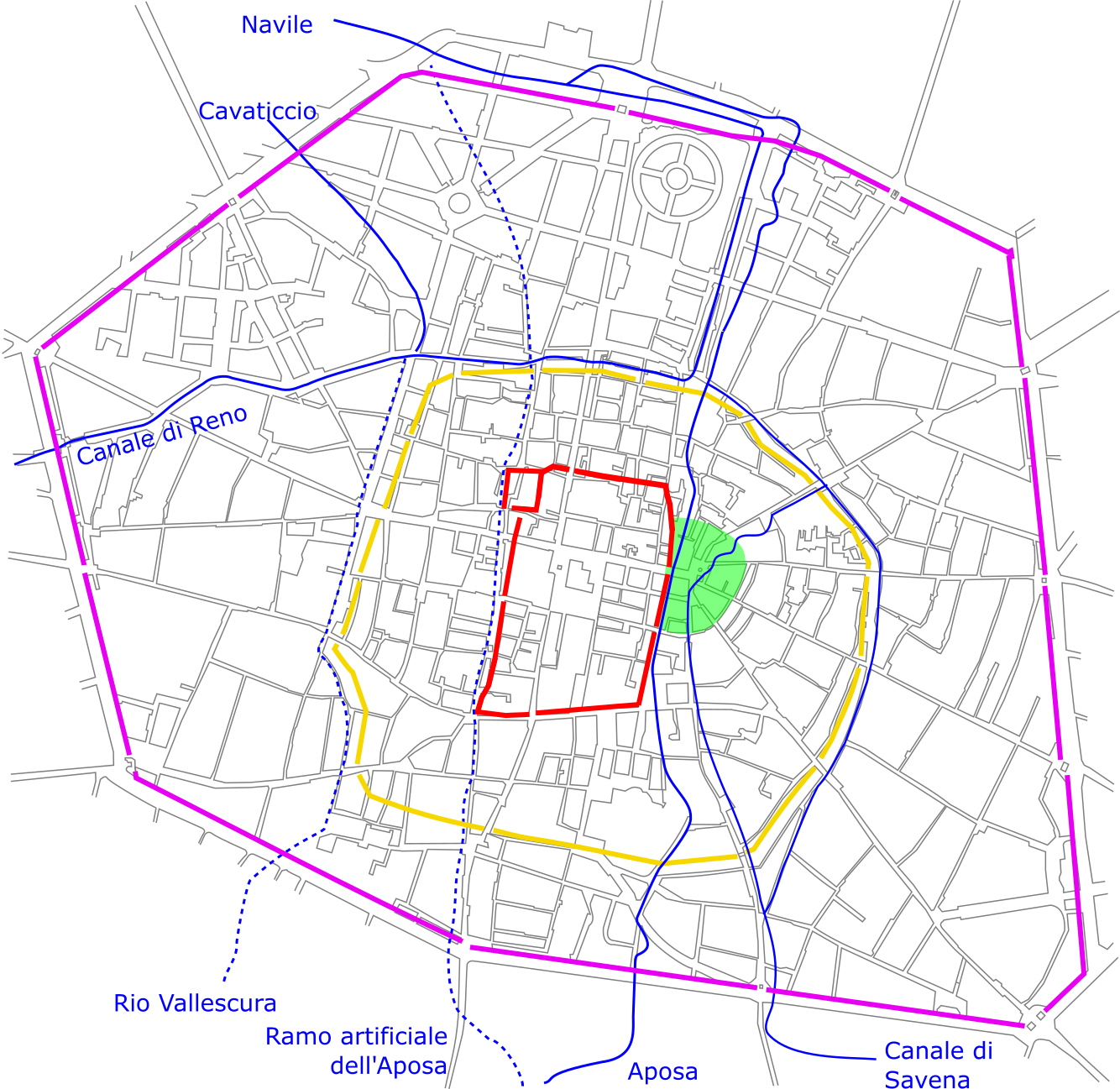
Le tre cerchie murarie di Bologna: in rosso la prima ("di selenite"), in giallo la seconda ("dei torresotti") e in fucsia la terza (la "circla"). In verde è evidenziata l'addizione longobarda

Le mura innalzate nel XII secolo non riuscivano più a contenere la grande espansione urbana che stava attraversando Bologna; venne così deciso di costruire una nuova cerchia muraria più vasta che potesse contenere i borghi extra moenia. Anche delle terze ed ultime mura non si hanno date precise sull'inizio dell'opera, ma presumibilmente i primi lavori vennero avviati attorno al 1226-1227, nel periodo di maggior tensione con l'imperatore Federico II. Il tessuto urbano ne risultò profondamente modificato, dato che i canali ora scorrevano per lunghi tratti anche all'interno delle nuove mura; tuttavia solo nel 1256 il territorio al di fuori della cinta dei torresotti venne considerato pienamente urbano: precedentemente il comune chiudeva i serragli alla sera, creando una distinzione coi borghi posti all'esterno.
Fu un'impresa non da poco, che necessitò di un ingente spiegamento di mezzi. Per prima cosa venne scavato il fossato, progettando anche lo spazio per la cortina muraria e le strade di scorrimento interna ed esterna. Poi vennero costruite le porte in muratura, a protezione delle vie d'accesso alla città. Solo successivamente si innalzò un terrapieno difensivo sormontato da un palancato, ovvero una palizzata. Con il nuovo ampliamento, la superficie della città passò a 408 ettari.

#### Gli ordini mendicanti
L'insediamento degli ordini mendicanti nelle città europee tra Duecento e Trecento ebbe un ruolo importante, nonostante non possedessero proprietà e beni come gli altri enti religiosi. In particolare Francescani, Domenicani e Agostiniani si stabilirono in città secondo logiche ben precise: le loro chiese coi conventi si ponevano ai margini dell'abitato esistente, ma seguendo le linee direttrici dello sviluppo urbano, privilegiando le zone di più forte espansione. In generale è stato rilevato che la localizzazione delle chiese di questi tre ordini seguiva uno schema triangolare che aveva come baricentro il fulcro cittadino, il quale poteva essere la piazza principale, i palazzi del potere pubblico o la cattedrale; questo modello fu seguito anche nel caso di Bologna. I rapporti di distanza tra le chiese sono quasi sorprendenti: i lati di questo triangolo, che aveva il suo centro nella Piazza Maggiore, sono di 900 metri circa, equivalenti a 300 canne bolognesi di 4 braccia.

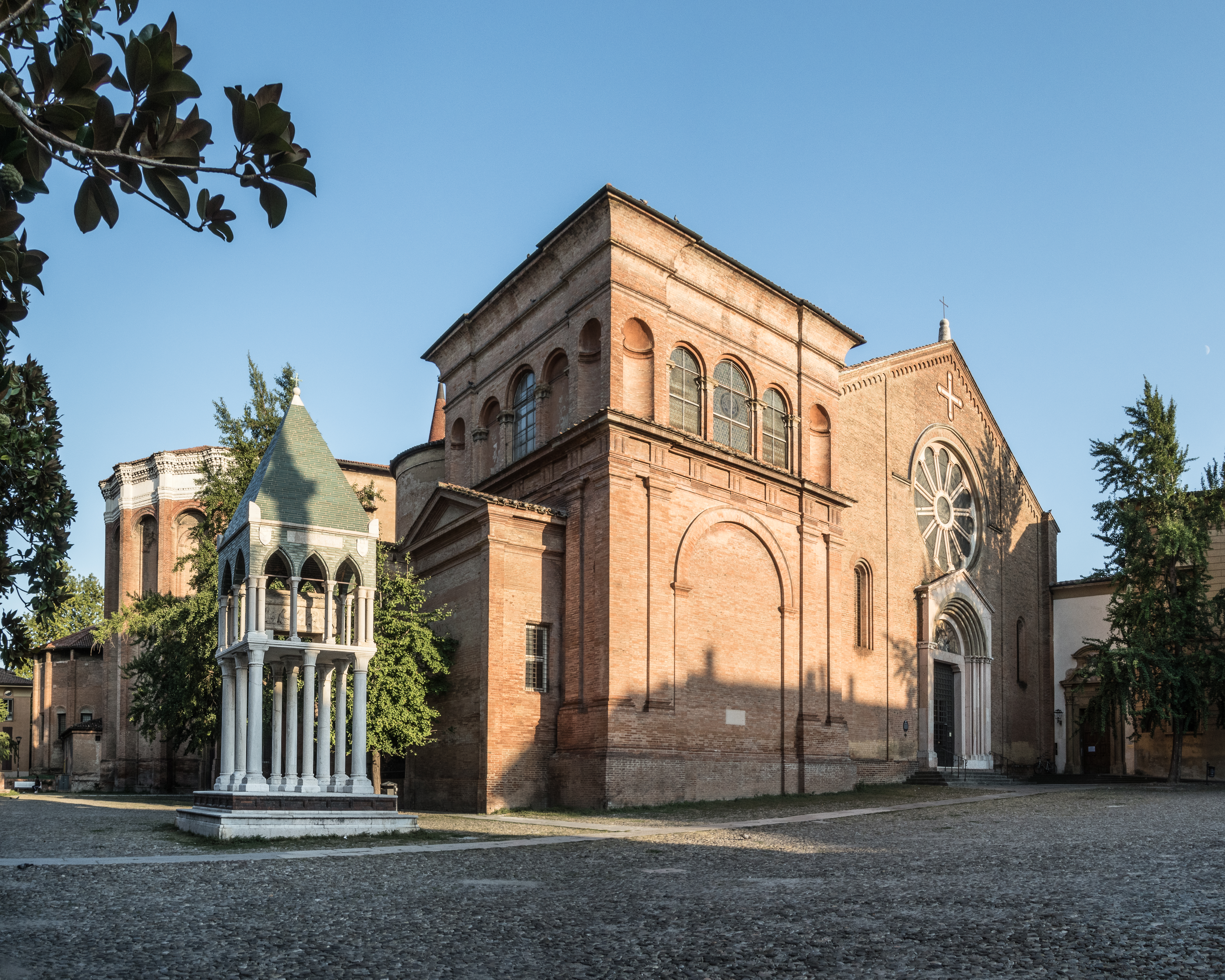
La Basilica di San Domenico, con l'arca di Rolandino de' Passaggeri

I Domenicani furono i primi a stabilirsi, nel 1221, presso la chiesa di San Nicolò delle Vigne, posta a sud al limitare della seconda cerchia. Lo stesso toponimo testimonia come la zona allora fosse ancora poco densamente urbanizzata. Lo stesso Domenico di Guzmán partecipò all'acquisto della chiesetta e dei terreni vicini, prima di morire. Nei decenni successivi venne impiantato un grosso cantiere, mosso anche dalla sepoltura del fondatore dell'ordine che portò alla costruzione della Basilica di San Domenico.
I Francescani ottennero un terreno dove insediarsi dal comune nel 1236, posto ad ovest, fuori dal torresotto di Porta Nova. La costruzione della chiesa di San Francesco e del convento annesso favorì l'espansione di questa parte di città, che ricevette particolari attenzioni anche dal comune. Il fossato delle mura retrostante la chiesa fu colmato per formare una nuova piazza, poi detta Seliciata di San Francesco, l'odierna Piazza Malpighi; essa divenne sia uno spazio adibito a mercato sia la nuova area cimiteriale, di cui oggi rimangono alcune arche dei giuristi dell'Università.
Gli Agostiniani infine riuscirono a costruire la loro grande chiesa dedicata a San Giacomo solamente nel 1267, dopo aver risolto i contrasti col clero bolognese. Il luogo prescelto fu appena fuori le mura, di lato alla Strada San Donato, odierna Via Zamboni.

#### I cantieri di metà Duecento

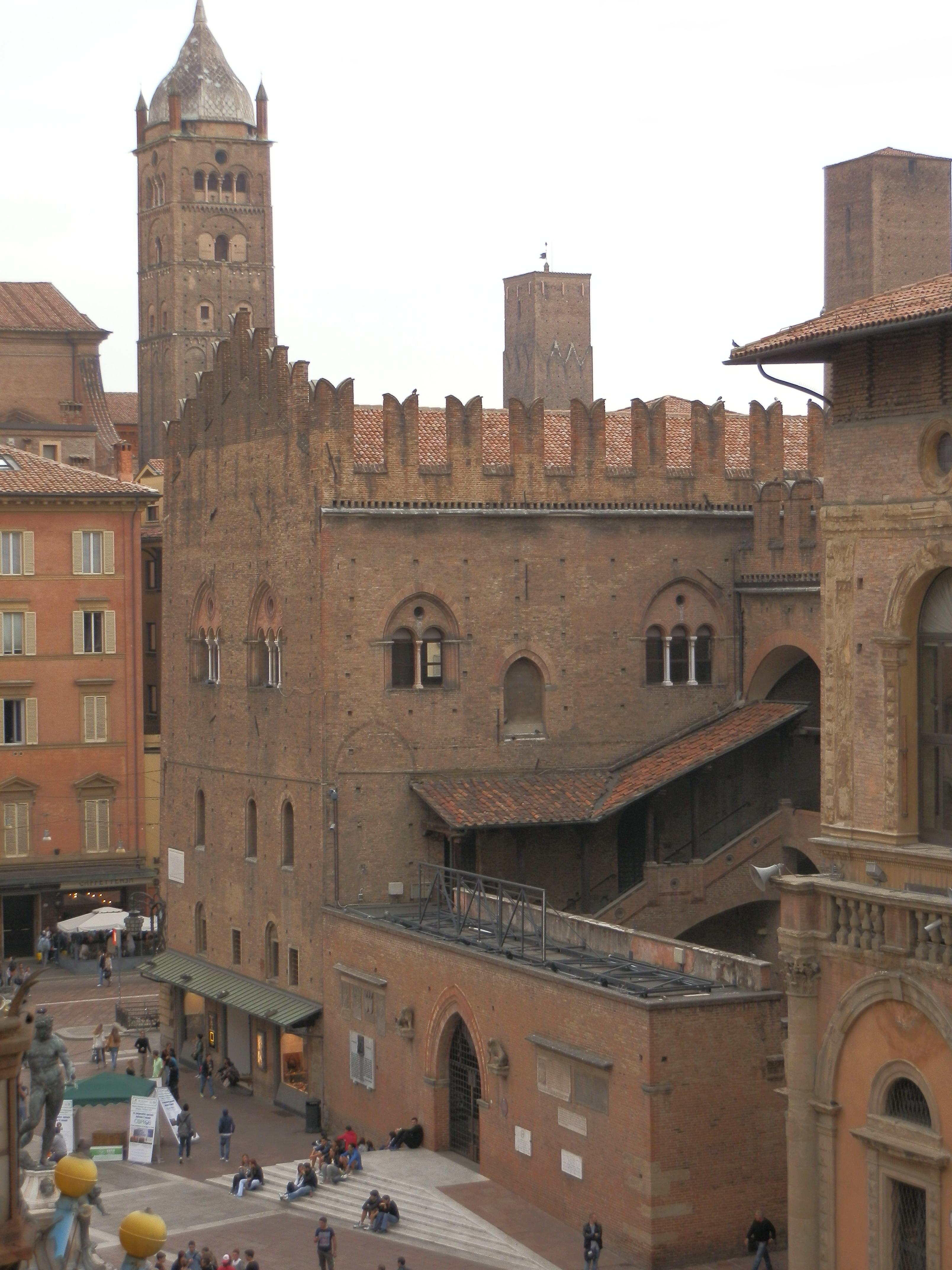
Palazzo Re Enzo nelle forme attuali stabilite dal Rubbiani; a destra, l'angolo di Palazzo del Podestà, sullo sfondo il campanile di San Pietro e le torri Coronata e Altabella

Oltre ai grandi cantieri portati avanti dai Mendicanti, nella seconda metà del Duecento vennero avviati importanti lavori di ampliamento e ristrutturazione della Cattedrale e dei palazzi comunali.
La cattedrale, vittima del terremoto del 1222, fu affidata ad Alberto inzignerius per i lavori di restauro e ammodernamento. L'antico campanile cilindrico venne inglobato in una nuova struttura a pianta quadrata, alta 40 metri di più rispetto alla vecchia struttura. Nella facciata venne aperto un grande rosone con colonnine in marmo, mentre altri adeguamenti vennero eseguiti al Battistero che fu spostato dallo spiazzo di fronte alla chiesa, divenuta più grande.
Tra il 1244 e il 1246 iniziò anche la costruzione di un nuovo edificio per le magistrature comunali, dato che ormai gli spazi del Palazzo comunale stavano diventando esigui. Il Palatium novum, com'era definito, con la cattura di Enzo di Svevia divenne la sua prigione fino alla morte avvenuta nel 1272: per questo motivo oggi viene chiamato Palazzo Re Enzo. Il nuovo complesso dei palazzi pubblici venne poi coronato con la Torre dell'Arengo, posta esattamente sopra al crocicchio delle strade coperte formate dagli edifici comunali. Essa fu innalzata allo scopo di reggere le campane per il richiamo della cittadinanza.
Nel 1287 invece vennero acquistate le case del giurista Accursio sul lato ovest di Piazza Maggiore. Inizialmente divenne sede del Palazzo della Biada, ovvero il granaio pubblico; col tempo però verrà gradualmente ampliato fino a diventare sede principale delle magistrature cittadine, prendendo il nome odierno di Palazzo d'Accursio.

### Il Trecento

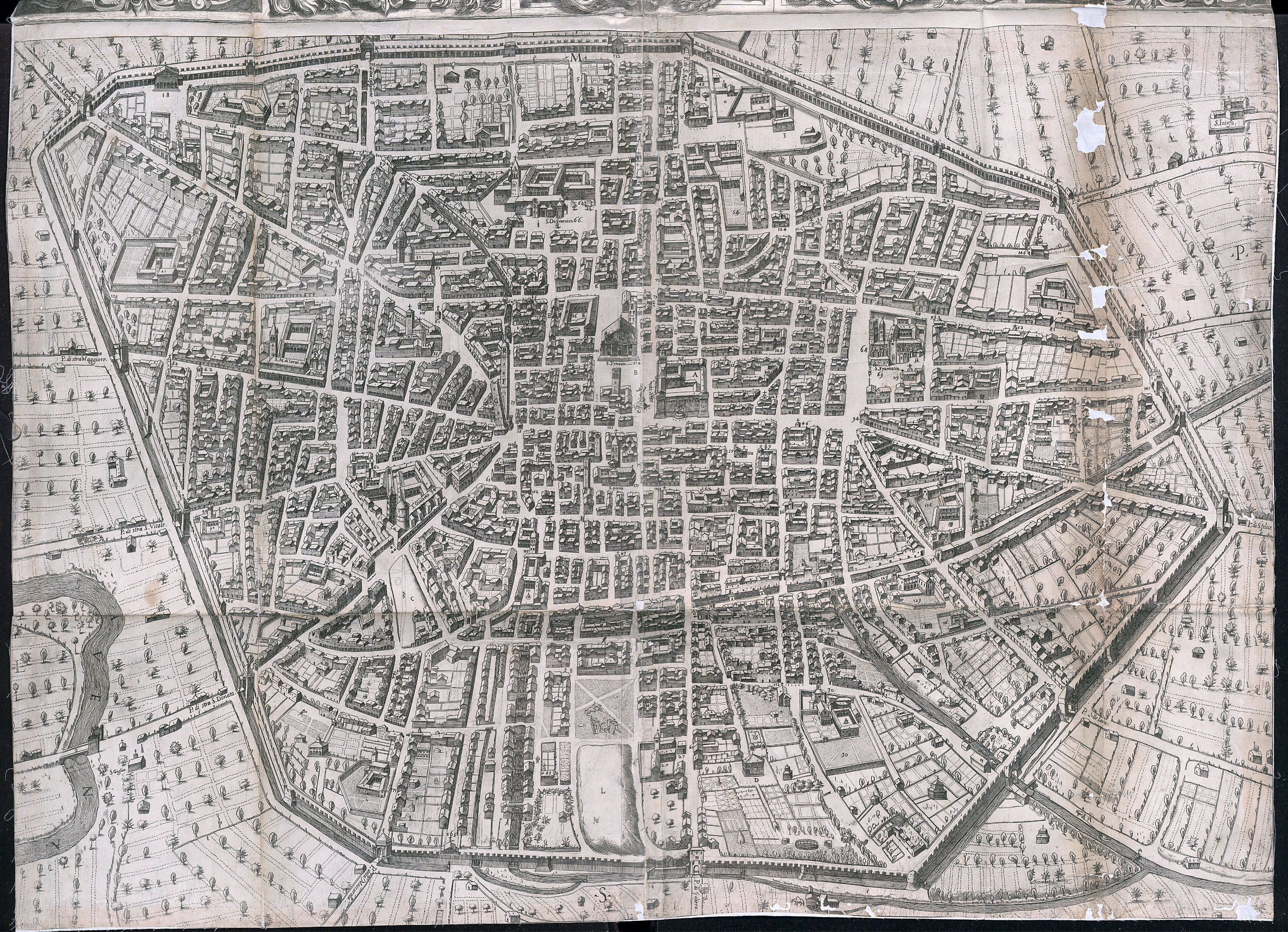
Mappa cinquecentesca di Bologna: si notano i larghi spazi non costruiti all'interno delle mura, in particolare la zona detta delle Lame

Nel corso del XIV secolo, complice la crisi che stava attraversando il comune, gli interventi urbanistici si fecero sempre meno incisivi e di minor portata. La città, in preda alle tensioni interne, progressivamente passò sotto il controllo di dominazioni straniere che non valorizzarono nuovi cantieri ed opere pubbliche. Inoltre, l'arrivo delle epidemie di peste arrestò lo sviluppo demografico.
Tra i due secoli l'impianto urbanistico di Bologna andò trasformandosi: lentamente si passò da una struttura radiocentrica ad una nuova organizzazione più complessa e multipolare. Mancò infatti, a differenza del secolo precedente, una pianificazione globale della morfologia urbana; anche l'ampliamento progettato l'ultima cerchia di mura si fermò ad una delimitazione di un perimetro geometrico astratto, sufficiente allo sviluppo edilizio. La preoccupazione di garantire nuovi spazi destinati all'accelerata crescita della popolazione fece modo che la terza cerchia racchiuse al suo interno vaste aree agricole e non edificate, ma scarsamente pianificate e connesse col tessuto urbano già consolidato.
Di conseguenza, gli assi di comunicazione estesi alle nuove porte aumentarono la loro capacità polarizzante, diventando attrattori di insediamenti urbici più vasti e articolati. Invece, le errate previsioni sull'espansione demografica e la mancata pianificazione del territorio tra le ultime due cinte murarie permisero la formazione di vaste aree "morte", poste al di fuori dei flussi principali e per lungo tempo rimaste inedificate.

#### Nuove fortificazioni
In seguito alla sconfitta di Zappolino fu deciso di elevare in muratura l'ultima cerchia muraria, in sostituzione della palizzata in legno. I lavori iniziarono nel 1327 su ordine del legato pontificio Bertrando del Poggetto; il quale nel 1330 fece innalzare una fortificazione a difesa della città presso Porta Galliera. La rocca, detta poi di Galliera, aveva anche funzioni civili e ospitava la residenza del legato. Tuttavia, in seguito ad una rivolta nel 1334 fu demolita parzialmente una prima volta. Nei decenni successivi infatti fu ricostruita e distrutta più volte.
A metà del Trecento, sotto la dominazione viscontea, furono eseguiti alcuni interventi per facilitare il controllo di Bologna. La città venne presidiata dalle truppe di Giovanni da Oleggio, ospitate in una caserma situata a sud di Porta San Felice, integrata nel sistema delle mura; la Garisenda venne mozzata di circa una dozzina di metri poiché pericolante. Tra quest'ultima e l'Asinelli poi venne costruito un castello ligneo detto "corridore". Questa struttura aerea, posta a 30 metri da terra, serviva a collegare le due torri in modo da assicurare il controllo della zona cruciale di piazza di Porta Ravegnana e del Mercato di Mezzo.

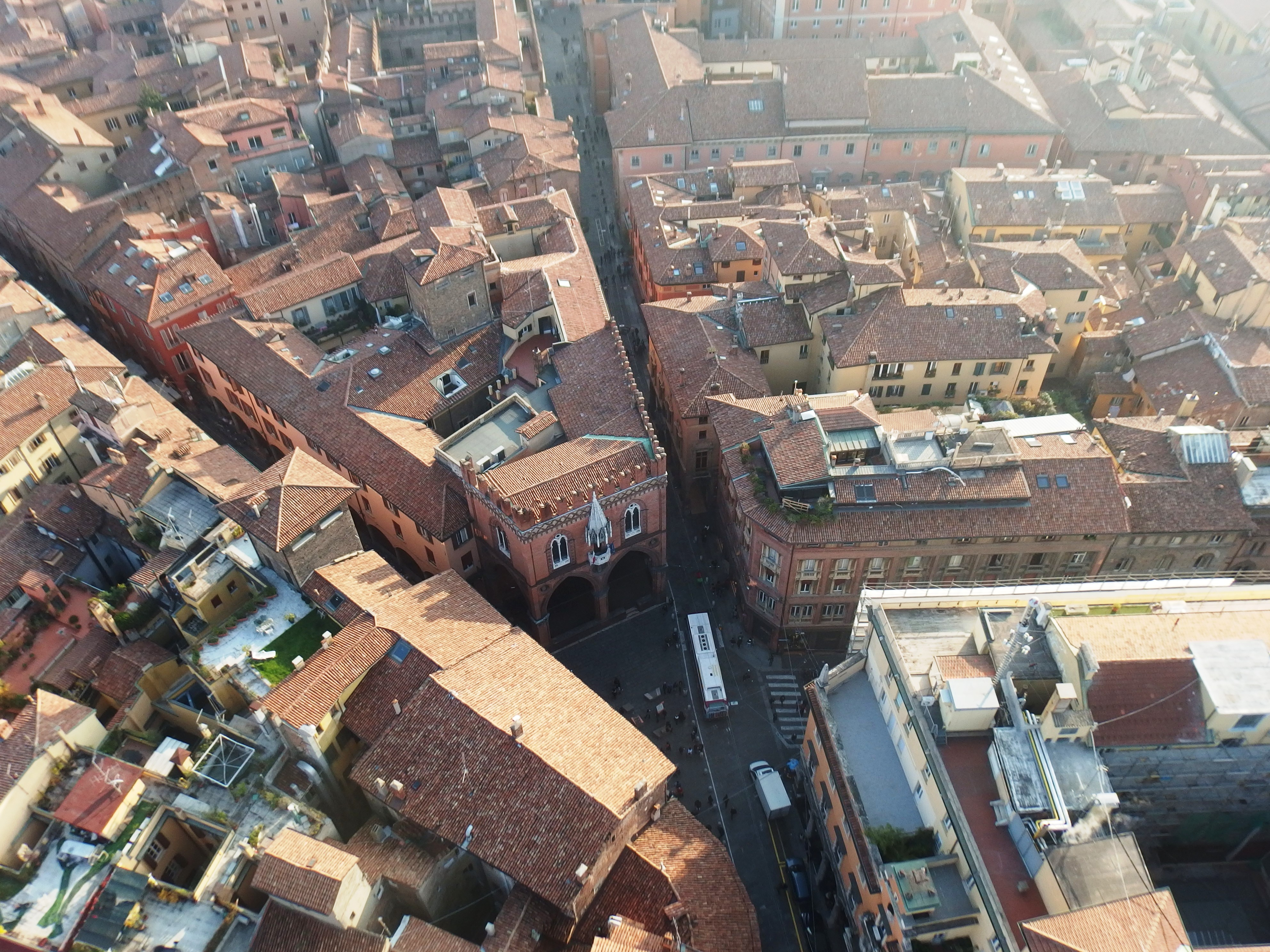
Il cosiddetto trebbo del carrobbio, davanti al quale si innalza il Palazzo della Mercanzia

Tornata Bologna sotto il dominio pontificio, per esigenze difensive i Cardinali legati completarono la struttura del Palazzo Pubblico: la struttura fu fortificata e vennero erette possenti mura di cinta a sua protezione, caratterizzando il palazzo come una vera fortezza civica nel cuore di Bologna.

#### Il rinnovo di fine Trecento
Dal 1376, in seguito alla ricostituzione del comune popolare, si ebbe una breve stagione di rinnovamento edilizio; il protagonista di questo periodo fu l'architetto Antonio di Vincenzo. A partire dal 1384 venne innalzato, nei pressi del mercato di Porta Ravegnana, il nuovo Palazzo della Mercanzia atto ad ospitare le attività dei mercanti. Sempre nell'ultimo decennio del secolo venne costruito il Portico dei Servi lungo la Strada Maggiore, a fianco della Basilica di Santa Maria dei Servi.
Nel 1391 invece vennero avviati i lavori di un'importante chiesa che ancor oggi caratterizza fortemente il panorama urbano di Bologna. La Basilica di San Petronio venne pensata come grande tempio civico, posta proprio nella Piazza Maggiore di fronte al Palazzo del Podestà. Le dimensioni imponenti e l'importante valenza civica fanno della chiesa non solo un capolavoro dell'architettura tardogotica italiana ma anche il più importante intervento urbanistico di questo periodo. Un settore rilevante della città antica venne demolito, tra cui l'antica chiesa di Sant'Ambrogio, per fare spazio al nuovo progetto.
Nell'edificazione di San Petronio non venne mai coinvolto il clero; il cantiere era amministrato dalla fabbriceria, di nomina esclusivamente comunale. La direzione dell'opera fu affidata ad Antonio di Vincenzo, e nel corso del primo decennio i lavori procederono spediti, tanto che alla sua morte (avvenuta nel 1401) già un terzo della basilica era terminata.

## Rinascimento

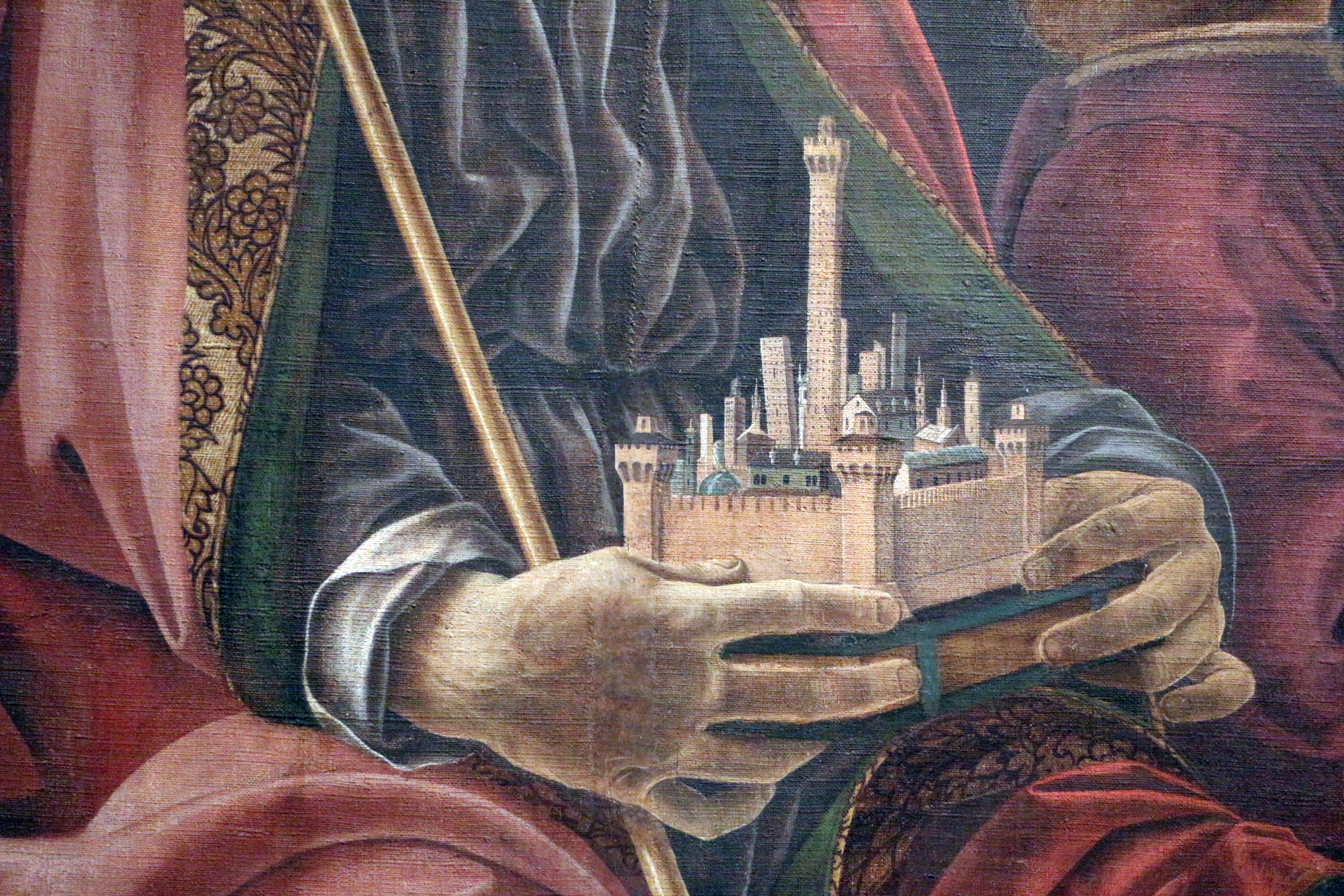
Raffigurazione di Bologna nella Pala dei Mercanti di Francesco del Cossa, 1474

Il consolidamento della signoria bentivolesca nella seconda metà del XV secolo favorì il diffondersi della cultura rinascimentale a Bologna, tra cui una incisiva trasformazione urbanistica, sebbene non evidente come nei casi di Ferrara e Urbino. Tra Quattrocento e Cinquecento dunque prese forma un notevole processo di ripianificazione urbana, iniziato prima dai Bentivoglio e poi proseguito dai nuovi attori politici dell'età moderna, il Legato e il Senato. La realtà morfologica urbana medievale non subì profonde alterazioni ma piuttosto venne riqualificata partendo da alcuni suoi elementi, come la strada e la piazza, attribuendo loro nuovi significati.

### Signoria dei Bentivoglio
La signoria di Giovanni II Bentivoglio su Bologna fu periodo di rinnovati investimenti architettonici: oltre al suo palazzo, fece costruire la Palazzina della Viola quale sua delizia e luogo di piacere; venne innalzato il portico del Baraccano su strada Santo Stefano, con l'ampio voltone scenografico d'accesso; rinnovò in forme rinascimentali il Palazzo del Podestà. Gli interventi iniziati dalla dinastia bentivolesca saranno poi proseguiti con maggior organicità e concretezza fisica nel corso del XVI secolo, durante il primo periodo di Bologna sotto lo Stato pontificio.

#### Strade e percorsi urbani

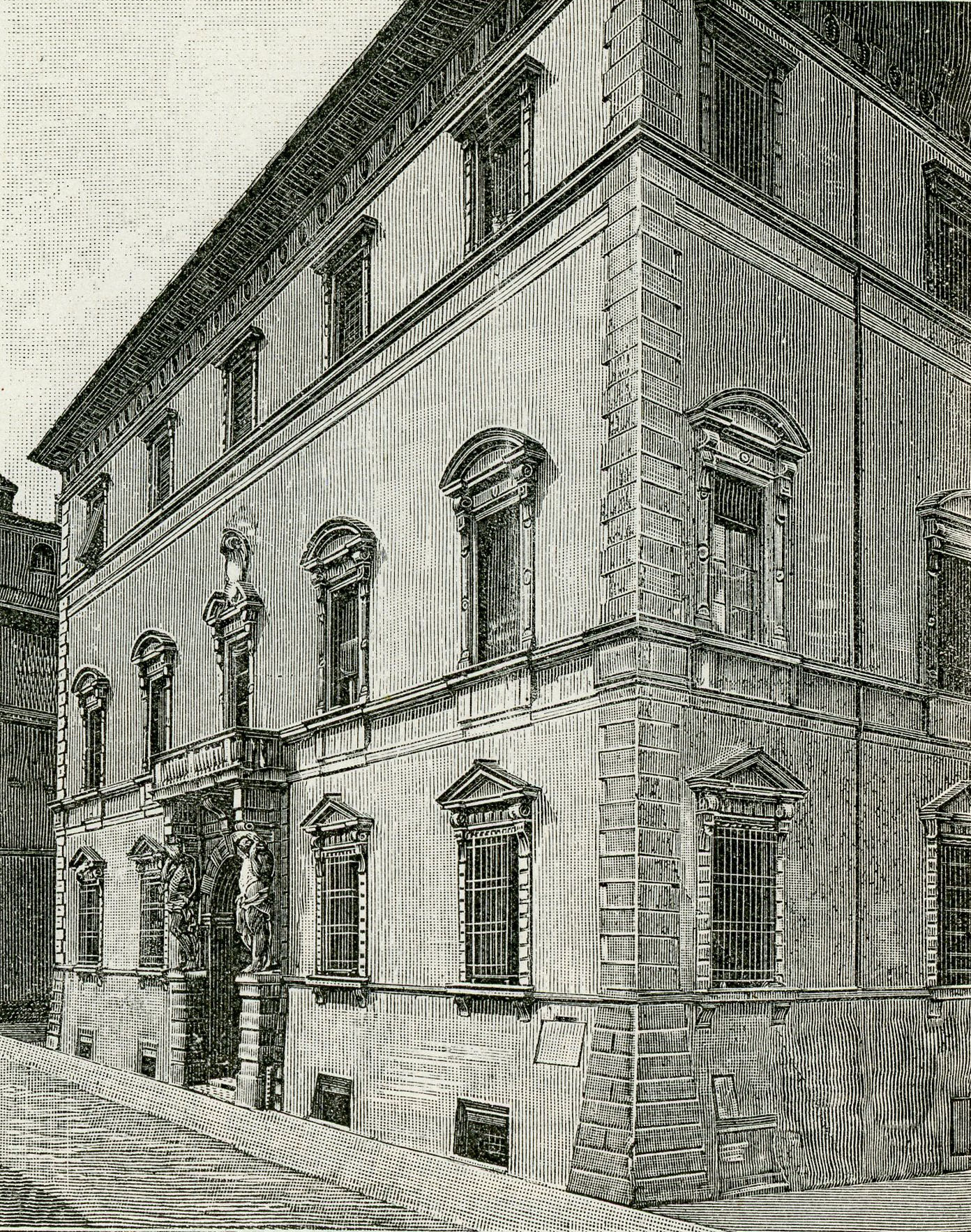
Palazzo Davia Bargellini in una xilografia di inizio Novecento

Tra il 1480 e il 1496 venne eseguita la razionalizzazione di alcuni assi stradali, come via Galliera, strada San Donato e il decumano massimo; lo scopo di questi interventi però non era unicamente quello del rinnovamento e decoro urbano, tipico della trattatistica rinascimentale. L'azione mirava complessivamente ad una ripianificazione del tessuto urbano volta a riconnettere le diverse aree policentriche della città medievale, dove le direttrici di collegamento assunsero un nuovo valore formale e funzionale. I caratteri morfologici preesistenti vennero integrati nella nuova concezione della città, senza troppo distacco tra la teorizzazione rinascimentale e la realtà concreta. Elementi architettonici tradizionali come i portici furono valorizzati in modo tale da caratterizzare prospetticamente l'articolazione del nuovo sistema di relazioni urbane, come nel caso del portico addossato alla basilica di San Giacomo Maggiore sulla strada San Donato.
Stesso discorso si può fare per l'apertura delle piazze in questo periodo: a differenza dei carrobbi trecenteschi, evolutesi in base agli usi e alle relazioni urbane, le nuove piazze possedevano una funzione ben precisa, dettata dalla logica progettuale di valorizzazione di determinate emergenze architettoniche. Senza radicali trasformazioni ai singoli elementi edilizi, la piazza assunse nuovi ruoli formali e relazionali, come nel caso della piazza aperta davanti al Palazzo Bentivoglio di strada San Donato, attuale Piazza Verdi.

#### Palazzi nobiliari
Il Palazzo Bentivoglio, la cui costruzione venne avviata nel 1460, fece da esempio per i futuri palazzi delle famiglie nobiliari cittadine. L'insediamento di questi nuovi modelli tipologici non seguì criteri selettivi: i palazzi senatori si inserirono nel tessuto urbano in maniera diffusa, ponendosi principalmente lungo gli assi viari maggiori. L'innalzamento dei palazzi delle famiglie senatorie già dalla fine del XV secolo, ma progressivamente sviluppatosi dal secolo seguente, divenne così un progetto cosciente di monumentalizzazione dei percorsi urbani, con un rapporto di reciproca dipendenza tra la strada e il palazzo.
La tipologia del palazzo nobiliare, mutuata dagli esempi rinascimentali toscani, prevedeva solitamente una pianta quadrangolare con corte interna loggiata e apertura sulla via principale tramite un voltone passante; molti di essi non rifiutarono il portico, considerato come elemento di rilievo monumentale. Nonostante ciò, nel corso dei secoli successivi molte famiglie chiesero l'esenzione alla costruzione del portico, per volontà di distinguersi ed evidenziare la struttura imponente del proprio palazzo. Esempi di XVI, XVII e XVIII secolo possono essere i palazzi Fantuzzi, Davia Bargellini e Aldrovandi.

#### Il nuovo porto

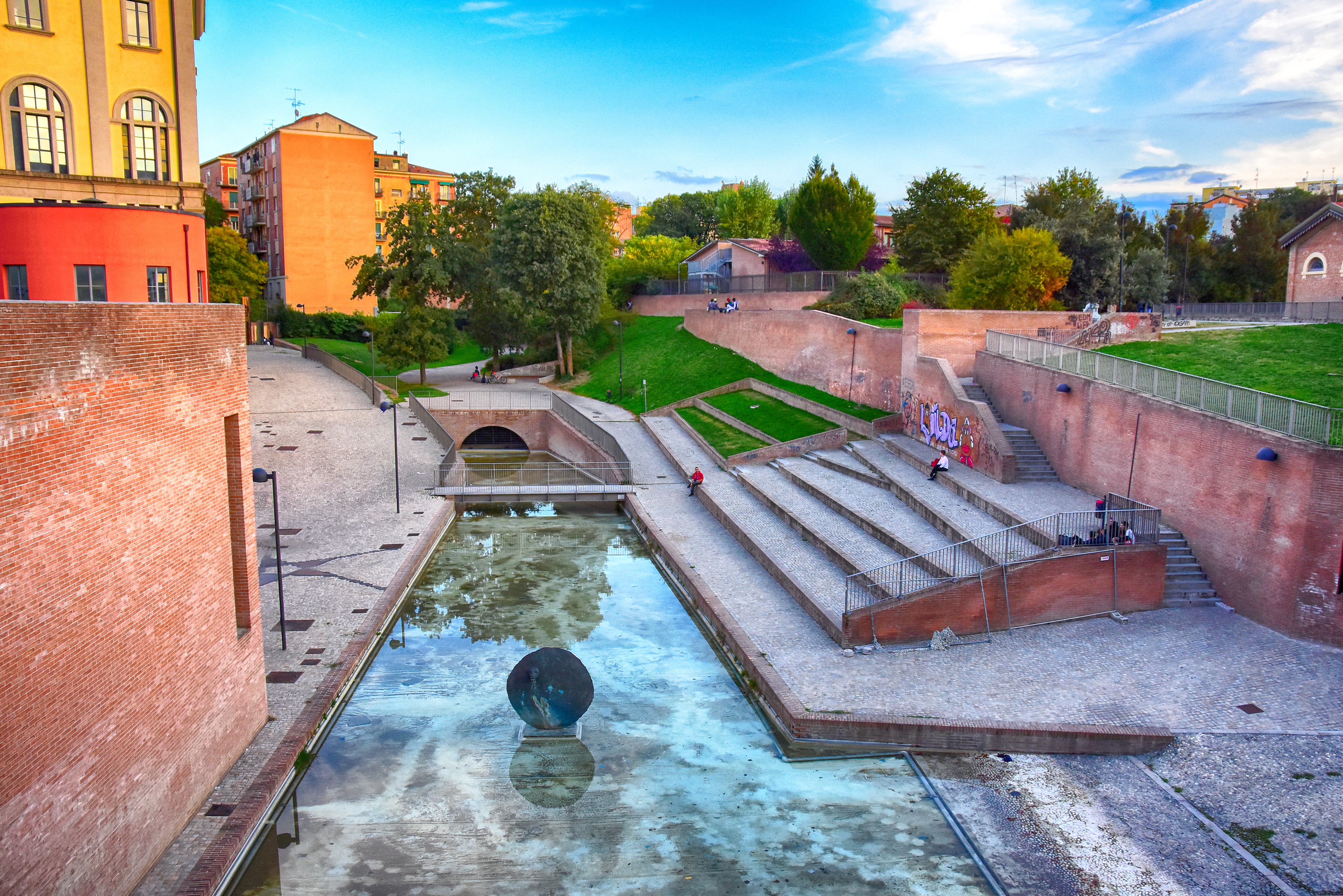
Attuale sistemazione della zona portuale, nella zona della Manifattura delle Arti

Sempre a Giovanni II si deve l'opera di trasferimento del porto all'interno della terza cerchia di mura; nel 1494 venne solennemente inaugurato nella zona dove successivamente è rimasto, nei pressi di Porta Lame. Esso riceveva le acque dal canale Cavaticcio, dove diventava canale Navile e si dirigeva a nord verso Ferrara. Per via del rischio di interramento, a metà del XVI secolo l'area portuale subì lavori di ristrutturazione diretti dal Vignola, che gli diedero l'assetto definitivo nei secoli a seguire. I lavori si estesero a tutto il Navile, lungo il quale vennero innalzati chiuse e sostegni rimasti ancor oggi.

### Gli interventi attorno a Piazza Maggiore
Tra la fine del XV secolo e il 1570 furono portati avanti alcuni progetti di riqualificazione complessiva di Piazza Maggiore e dell'area circostante, andando ad assumere un nuovo significato centrale nella nuova immagine urbana. Gli interventi vennero eseguiti nella logica di una maggior articolazione del fulcro centrale urbano, presupposto lo sviluppo dell'organizzazione politica e sociale cittadina. Il primo elemento preso in considerazione fu il Palazzo del Podestà, che fu rimodernato tra il 1484 e il 1494 su progetto di Aristotele Fioravanti.

#### Palazzo del Podestà
La volontà di Giovanni II di rinnovare stilisticamente il palazzo non andava solo incontro ad una mera velleità di svecchiamento; anzi, il nuovo edificio andò a costituire il prototipo del palazzo pubblico rinascimentale. Infatti venne creato un grande salone al piano superiore, in virtù di nuove logiche funzionali; ma più in generale si volle razionalizzare la relazione tra piazza ed edificio. La moderna lettura rinascimentale volgeva verso una più precisa specializzazione degli spazi, a scapito dell'originaria promiscuità geografica di epoca medievale, utilizzando a questo scopo le nuove soluzioni formali, in maniera più o meno graduata. La piazza dunque perdeva il ruolo medievale esercitato in una pluralità di situazioni per assumerne uno diverso, legato alla presenza delle istituzioni politiche e dunque alla sintesi di nuove relazioni urbane, in qualche modo simile a ciò che venne definito dall'Alberti e dal Palladio.

#### Archiginnasio

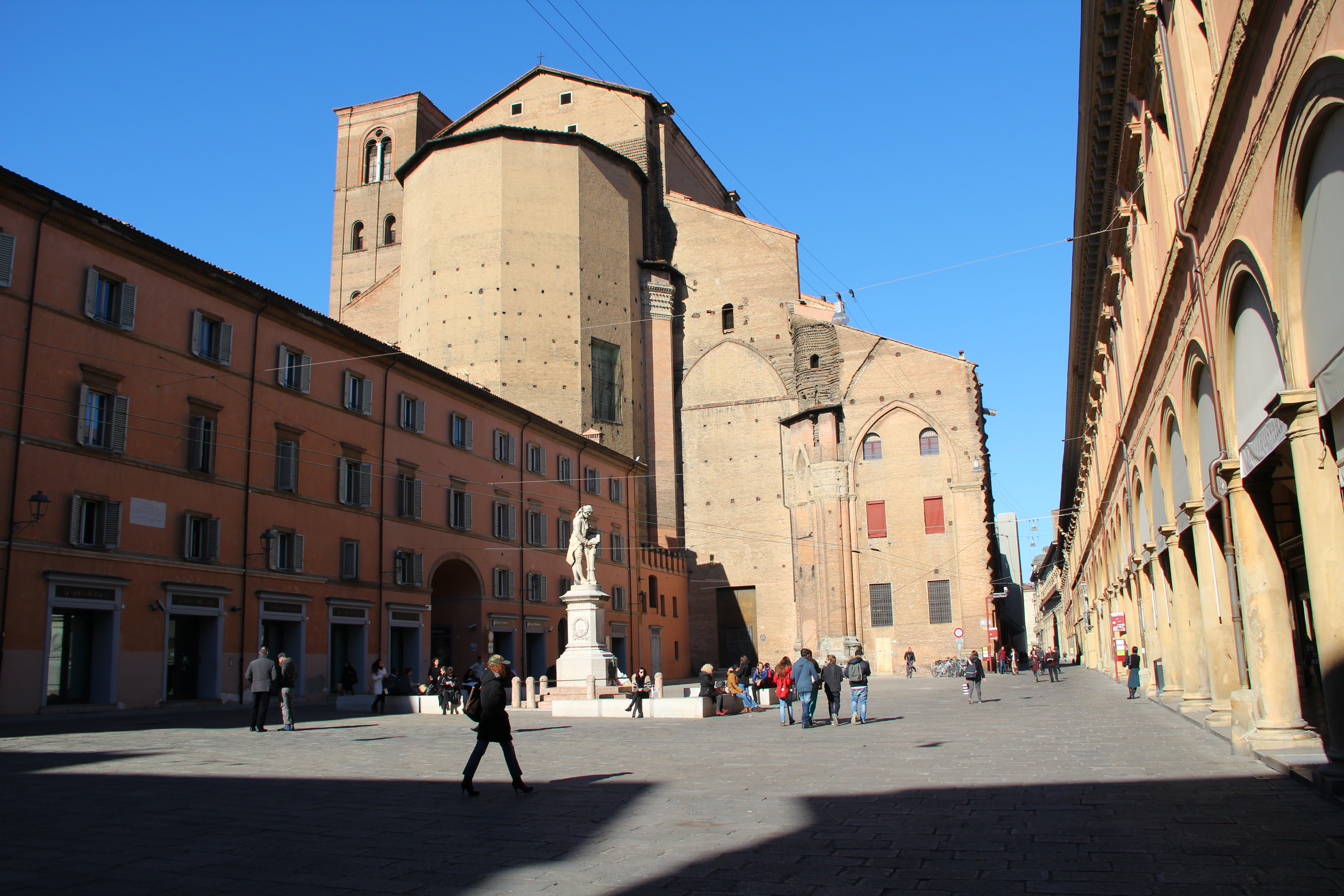
Piazza Galvani; sulla destra, il portico dell'Archiginnasio

I lavori di sistemazione della zona vennero ripresi circa mezzo secolo più avanti dalle nuove autorità del "governo misto". La prima di questa serie di opere fu la realizzazione da parte di Antonio Morandi (detto il Terribilia) dell'Archiginnasio, la nuova sede dell'Università, su ordine diretto di Papa Pio VI. nuovo complesso, edificato tra il 1561 e il 1563, fu dettato da più motivazioni: non solo l'applicazione dei princìpi di ripianificazione dei percorsi urbani, ma anche la necessità di controllare lo Studio concentrando le attività in un unico edificio; inoltre la scelta del sito fu dettata dalla volontà di bloccare i lavori di San Petronio, che con l'erezione del transetto sarebbe diventata più grande di San Pietro in Vaticano.
La progettazione dunque non fu semplice dati i vincoli imposti dallo spazio circostante: il nuovo palazzo correva infatti lungo un antico cardo romano, parallelo al fianco est della mole di San Petronio. In più si aggiungeva la richiesta di adibire alcuni spazi ad uso commerciale. La soluzione fu un nuovo complesso architettonico dal fronte stradale unificato tramite un lungo percorso porticato, mentre all'interno una corte fungeva da spazio di accesso e collegamento. Sul lato meridionale di San Petronio venne aperta una nuova piazza, in linea con la concezione monofunzionale già applicata in età bentivolesca, l'attuale Piazza Galvani; il nuovo slargo andava a comporre un nuovo percorso convergente verso la Piazza Maggiore, con una spiccata dipendenza rivolta unicamente verso la nuova emergenza architettonica. Ciò era evidente anche dalla mancata autonomia formale, che comportò l'assenza di qualsiasi elemento decorativo nel lato opposto all'Archiginnasio, secondo anche una cultura manierista che accoglieva una veduta di scorcio nei rapporti armonici tra edificio e spazio di pertinenza.

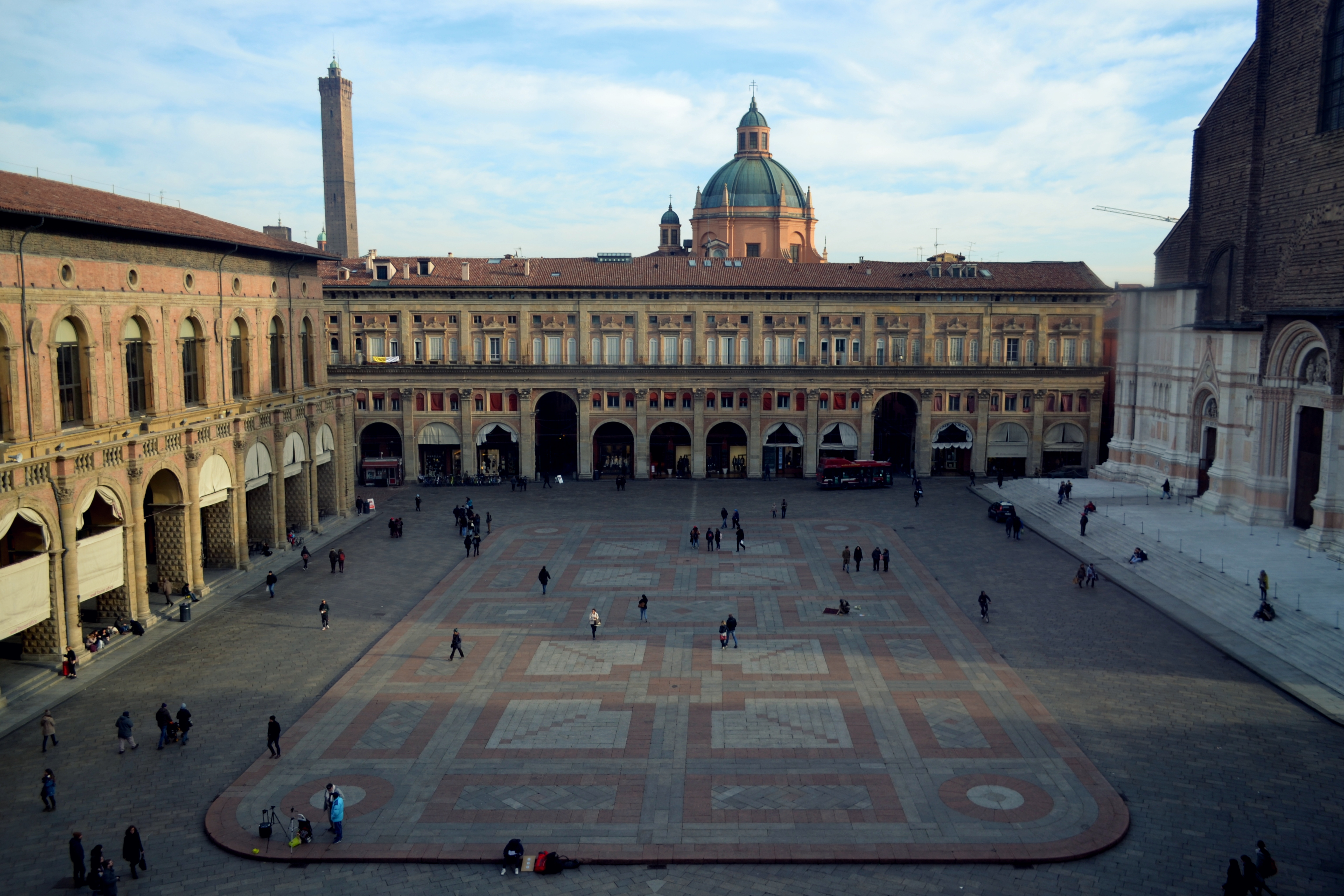
Attuale configurazione di Piazza Maggiore; al centro, il Palazzo dei Banchi

#### Palazzo dei Banchi
Sempre nella metà del Cinquecento si decise di completare l'assetto di Piazza Maggiore, erigendo un nuovo palazzo sul fronte orientale, a copertura della zona di mercato retrostante (l'attuale Quadrilatero). Quello che poi venne definito Palazzo dei Banchi, dovuto al fatto che nelle vicinanze erano posti i banchi dei cambiavalute, fu progettato attorno al 1547-1550 da Jacopo Barozzi da Vignola e realizzato tra il 1565 e il 1568. Per risolvere il problema delle strade entranti, il Vignola riprese modelli già utilizzati in epoca bentivolesca, ovvero la "piazza chiusa passante" (come in Piazza Verdi); tramite l'apertura di ampie arcate infatti l'edificio riesce a dare continuità alla facciata, espressa mediante il lungo portico, e allo stesso tempo funge da cerniera col tessuto urbano altomedievale che viene così nascosto.
I problemi urbanistici vengono così risolti in chiave architettonica come già nel caso dell'Archiginnasio; mentre la struttura dei percorsi urbani risulta radicalmente trasformata con il nuovo complesso porticato (in asse nord-sud), nonostante la morfologia dei tracciati stradali sia rimasta sostanzialmente immutata. Il nuovo palazzo ha la funzione di mediare la realtà esistente con il nuovo sistema di relazioni urbane che viene formarsi attorno alla Piazza Maggiore.

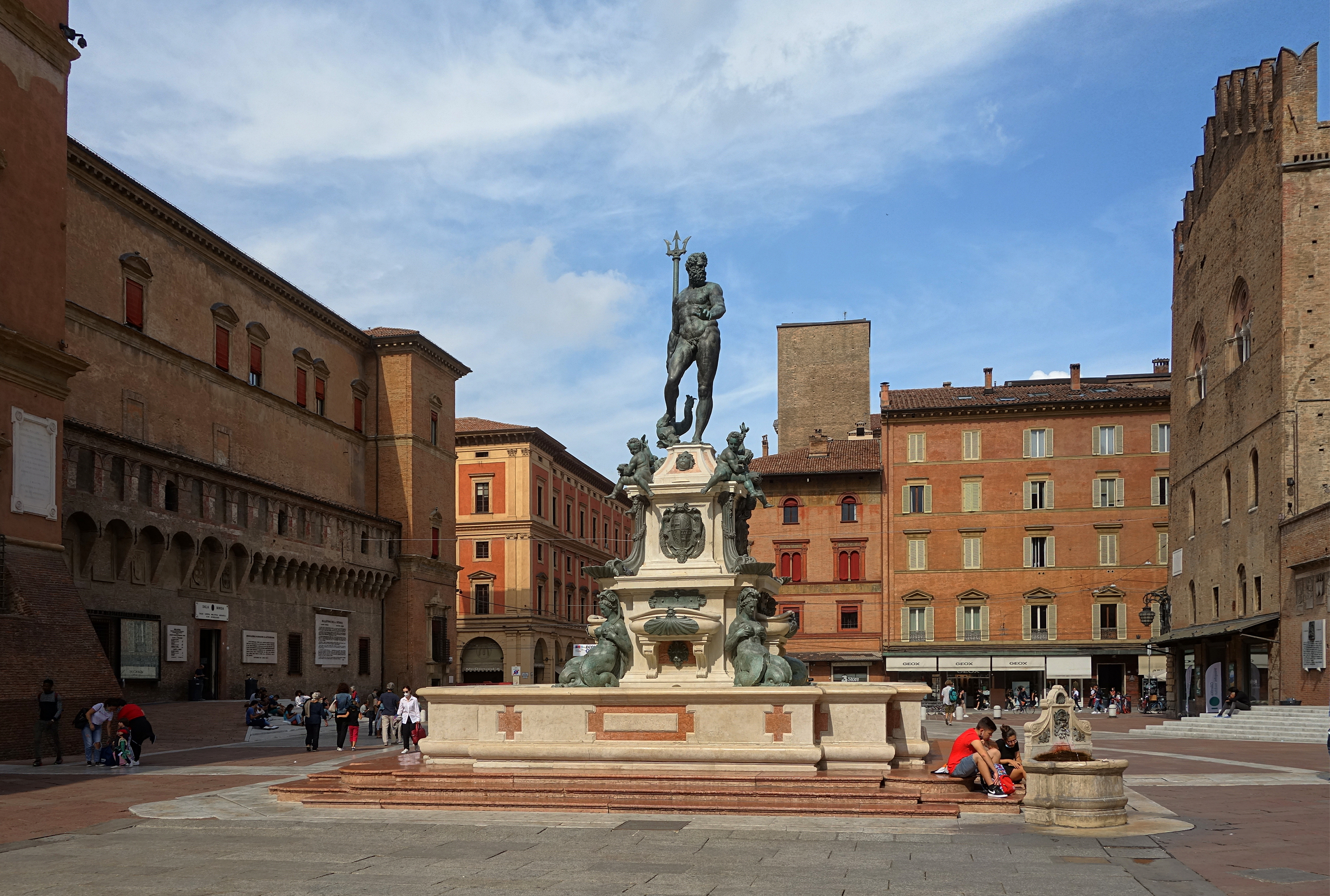
La nuova piazza con la Fontana del Nettuno

#### Piazza del Nettuno
L'ultimo di questi interventi volti a caratterizzare in senso monumentale la piazza centrale è l'apertura di un nuovo slargo nell'angolo nord-ovest. La demolizione degli ultimi edifici frapposti tra Palazzo Re Enzo e il Palazzo Comunale antistante crea uno spazio fondamentale per le relazioni urbane, ponendo in collegamento diretto l'asse della via Emilia con Piazza Maggiore, ripristinando fondamentalmente l'antico decumano romano.
Inoltre la nuova piazza viene caratterizzata dal posizionamento di un'emergenza monumentale al centro, attorno a cui la piazza si sviluppa: la Fontana del Nettuno, creata dal Giambologna nel 1563-66. Ciò non solo per decoro urbano ma anche come focus connettivo tra i vari luoghi ora messi in relazione tra loro. Il risultato è un nuovo sistema di luoghi centrali, che a partire dalla Piazza Maggiore si articola in un percorso unitario, tramite le piazze "minori". In sostanza, la configurazione della città moderna, antitetica al policentrismo bassomedievale.

## Età barocca

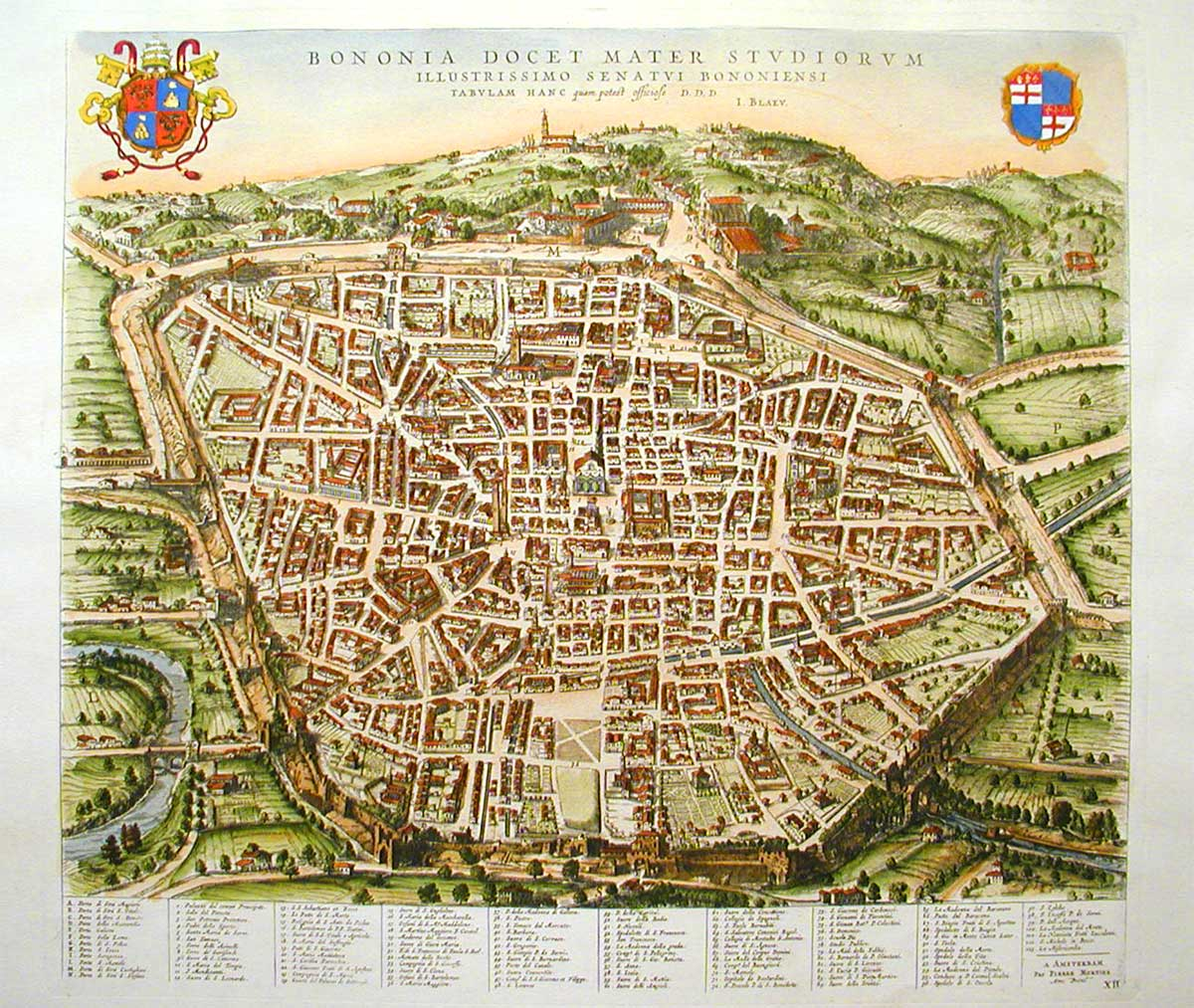
Mappa di Bologna di Joan Blaeu, 1640

Dopo i profondi rinnovamenti avvenuti tra XV e XVI secolo, seguì un periodo di lunga stasi per Bologna. L'evoluzione della struttura urbana rallentò, diventando più precisa e distribuita, ma senza i grandi interventi che avevano caratterizzato le epoche precedenti. Giunse l'età della Controriforma e del gusto barocco: si diffusero così le chiese ad aula unica e si introdussero nel panorama cittadino le cupole. L'espansione costruttiva si arrestò praticamente, lasciando vuote vaste aree all'interno delle stesse mura: nonostante ciò, il XVII secolo fu il momento in cui si verificò una prima, timida, uscita della città al di fuori della cerchia muraria.

### Portici extramurari
Tra il 1614 e il 1674 furono intraprese due grandi opere che caratterizzarono in maniera incisiva il suburbio cittadino: vennero innalzati i due lunghi portici degli Alemanni, lungo la via Emilia ad est, e di San Luca, nella periferia sud-ovest. L'antico elemento architettonico del portico fu reimpiegato in forme simboliche totalmente diverse, secondo la cultura predominante di allora. L'evidente scopo di collegamento della città con gli importanti santuari extraurbani impresse loro una forte dimensione sacrale e processionale.
Sebbene quello di San Luca sia l'esempio più notevole di cammino porticato extramurario, non fu tuttavia l'unico. Un portico venne eretto nel 1565 per collegare l'ospedale di Sant'Orsola con la Porta San Vitale, demolito ad inizio Novecento; sempre nei pressi ne venne innalzato un altro che portava all'ospizio dei Mendicanti (oggi su via Albertoni). Anche dentro la città murata proseguì la costruzione dei portici, mentre nuove normative edilizie prescrissero l'uso di materiali più durevoli al posto del legno, come forma di tutela dal rischio di incendi. Così, molte antiche travi di sostegno vennero sostituite o addirittura ricoperte in muratura. L'altro lungo portico suburbano fu quello costruito ad opera dei Carmelitani scalzi tra il 1619 e il 1631; seguendo la via Emilia, partiva da Porta di Strada Maggiore e giungeva fino alla Chiesa di Santa Maria Lacrimosa degli Alemanni, luogo di culto di grande rilevanza per la zona circostante.

#### Portico di San Luca

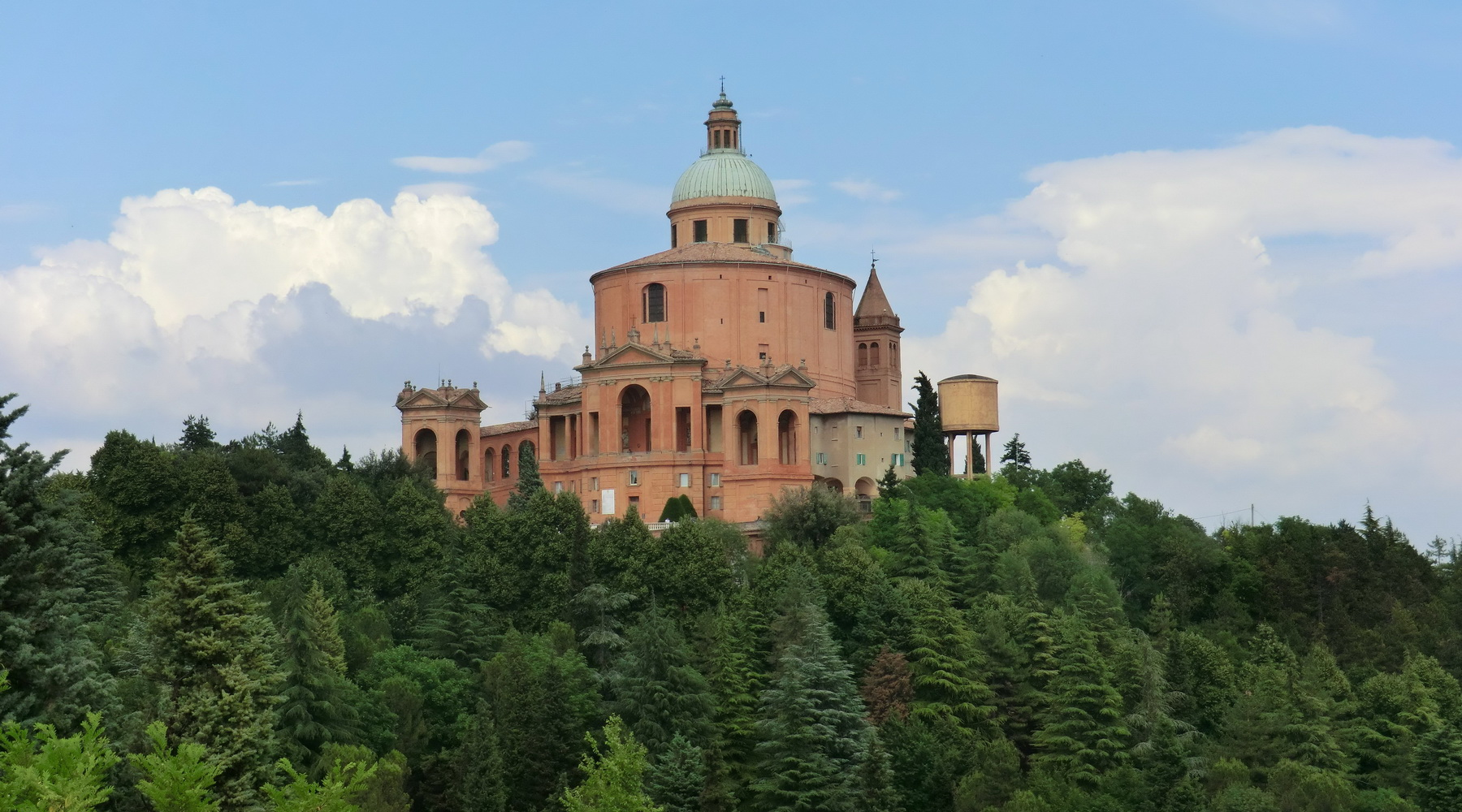
Il Santuario della Madonna di San Luca, arroccato sul colle della Guardia sopra Bologna

Il portico di San Luca, per la sua lunghezza ma soprattutto per l'elevato carattere architettonico che esprime, fu il massimo esempio della cultura seicentesca dei cammini devozionali. Nella sua realizzazione, durata dal 1674 al 1721, si nota la cura dell'aspetto paesaggistico, così come del percorso in sé: il traffico veicolare degli assi stradali venne evitato tramite ingegnose soluzioni (l'Arco del Meloncello), mentre particolare attenzione fu rivolta sia al cammino ascensionale dei pellegrini che alle postazioni della Via Crucis.
L'antico santuario poi subì un notevole rinnovo in forme barocche dall'architetto Carlo Francesco Dotti, erigendolo definitivamente a simbolo di Bologna, nella sua funzione di protezione devozionale della città. Nel frattempo, lungo la via porticata che partiva da Porta Saragozza e arrivava al Meloncello, si assistette ad un progressivo mutamento del paesaggio rurale: il portico divenne l'asse generatore di un nuovo nucleo urbanizzato posto al di fuori dalle mura, ponendosi come elemento urbano che si estendeva nelle campagne periferiche.

## Periodo napoleonico

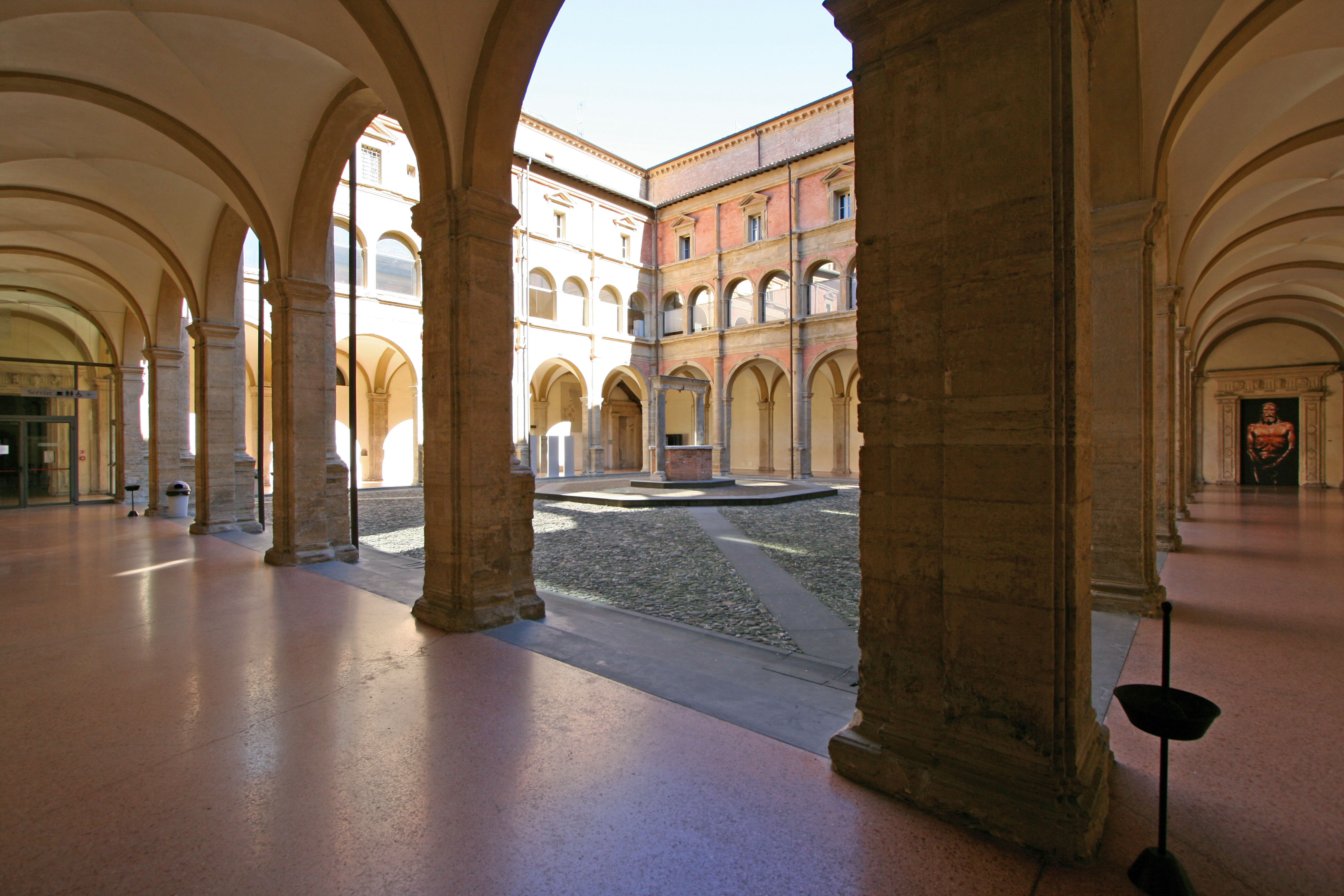
Chiostro del monastero di San Giovanni in Monte, trasformato nel XIX secolo in carcere e oggi sede di un dipartimento dell'Università

L'arrivo delle truppe francesi nel 1796 mise fine ad un lungo periodo di torpore per Bologna, anche in campo urbanistico. Gli ideali della rivoluzione francese portarono infatti anche ad una diversa concezione della città, modificando i rapporti dell'organizzazione spaziale consolidatesi nei secoli passati.

### Soppressione degli ordini religiosi
Nel periodo immediatamente successivo all'arrivo di Napoleone Bonaparte a Bologna, nel 1796, vennero chiusi i primi enti religiosi. Tra il 1797 e il 1808 vennero chiusi 58 conventi, lasciandone operativi unicamente dodici; le parrocchie vennero drasticamente ridimensionate, e nelle strutture che furono della Chiesa cattolica si installarono gli uffici pubblici del moderno Stato centralizzato: caserme, uffici, tribunali. Questo rapido processo sconvolse l'assetto urbano, finora impiantato su punti fissi di matrice religiosa, e nell'insieme destrutturò il sistema di relazioni fisiche e sociali evolutosi nel corso del tempo.
Sebbene non sia rintracciabile un processo cosciente di ristrutturazione urbana, le modalità di insediamento delle diverse tipologie di servizi rimandava a chiari criteri funzionali: se gli uffici pubblici vennero collocati nel nucleo centrale, al contrario le istituzioni assistenziali e di cura furono spostate fuori le mura, presso l'ospedale Sant'Orsola; il complesso di San Giovanni in Monte invece divenne un carcere, mentre molti edifici furono venduti a privati o distrutti. Un caso particolare fu il monastero della Madonna del Monte, il quale venne parzialmente demolito, mentre la rotonda rimasta venne inglobata nella neoclassica Villa Aldini.

#### Cimitero della Certosa

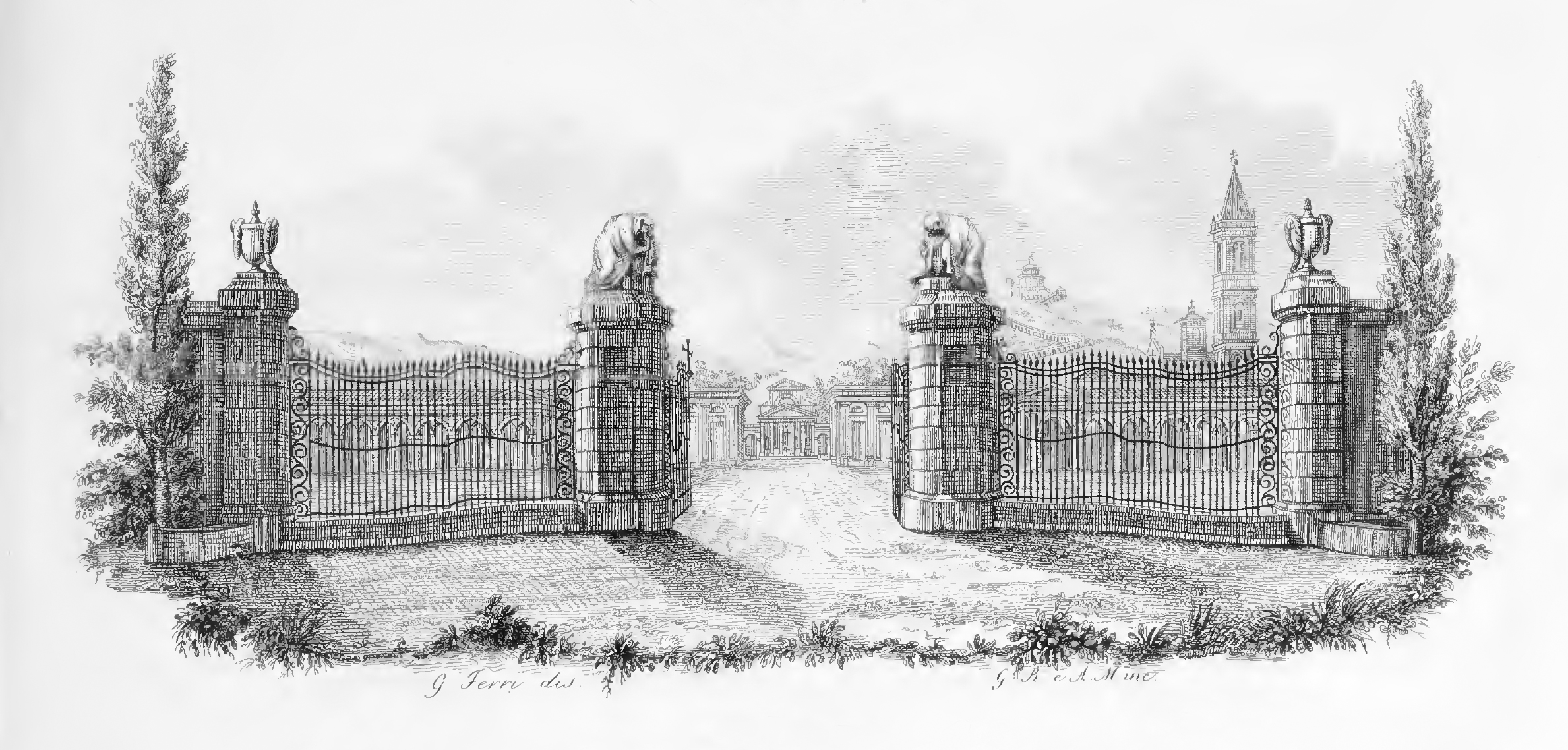
L'ingresso monumentale alla Certosa in un'acquaforte del 1825

Sempre in un'ottica funzionalista, in questo caso derivata dai problemi di igiene pubblica urbana (questione poi ripresa nell'Editto di Saint Cloud), il monastero dei Certosini venne trasformato nel Cimitero Comunale. La Certosa, posta lontano dalla città, nella campagna periurbana di occidente, diventò così luogo di sepolture anche monumentali, creando nel corso dell'Ottocento una ricca collezione artistica. Inoltre, per una maggiore comodità il cimitero venne raggiunto da un tratto porticato, che deviava dal portico di San Luca presso il Meloncello.

#### Teatri pubblici
La necessità di spazi per le attività teatrali destinate ad un pubblico più vasto si incrociò con la disponibilità di edifici religiosi causata dalle soppressioni francesi. Così, in una città che fino ad allora aveva un solo grande Teatro Pubblico, costruito nel 1763 nel luogo del Guasto dei Bentivoglio, nel giro di poco tempo vennero aperti due nuovi teatri e un'arena all'aperto. Il Teatro Contavalli prese sede presso il convento annesso alla chiesa di San Martino, mentre negli stessi anni veniva inaugurato il Teatro del Corso; Anche l'Arena del Sole, dedita agli spettacoli estivi, fu strutturata negli spazi di un ex monastero femminile.

### Interventi di riorganizzazione

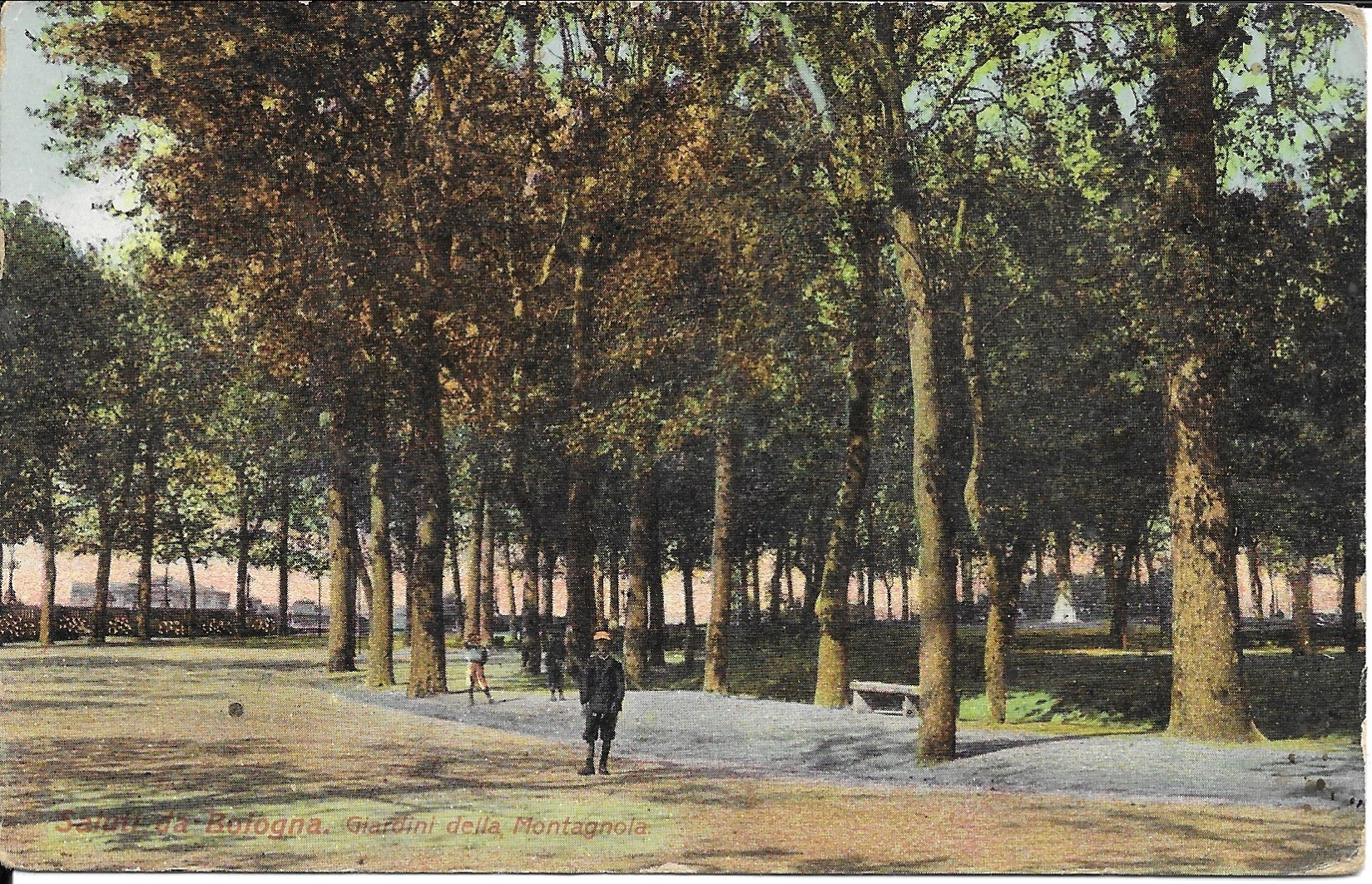
Il Giardino della Montagnola nel 1919

#### Città degli studi
Operazioni radicali vennero eseguite anche per quanto riguardava la cultura e l'istruzione. Il nuovo baricentro della "città degli studi" venne posto sulla strada San Donato, e si sviluppò attorno a Palazzo Poggi, che dal 1714 ospitava l'Istituto delle Scienze; qui venne trasferita nel 1803 l'Università dall'Archiginnasio. Il vicino convento di Sant'Ignazio, requisito ai Gesuiti, divenne sede dell'Accademia delle belle arti, mentre presso gli spazi degli Agostiniani di San Giacomo venne ospitato il nuovo Liceo Musicale, oggi Conservatorio Giovanni Battista Martini.

#### Giardini della Montagnola
In età napoleonica venne sistemata, sul modello dei moderni giardini pubblici europei, l'area detta della Montagnola; questa era il risultato dell'accumulo delle rovine del Castello di Galliera situato non distante. Questo colle artificiale formava dunque un ampio spazio pubblico non sfruttato, che venne ridisegnato da Giovan Battista Martinetti sulla base di ampi passeggi circolari, donandogli la forma ancora oggi visibile.

## Sviluppi successivi

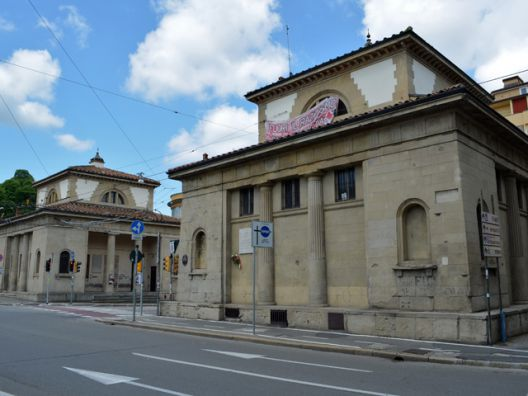
Porta Santo Stefano

### Restaurazione pontificia
Dopo che il Congresso di Vienna ebbe riconsegnato la città allo Stato pontificio, seguì un altro periodo di stasi nelle iniziative urbanistiche bolognesi. Gli interventi durante la Restaurazione furono scarsi: si ricordano unicamente la costruzione dello Sferisterio in stile neoclassico, e la ristrutturazione di qualche porta urbica. Nello specifico, Porta Saragozza venne rimodellata in stile neogotico, mentre l'antica Porta Santo Stefano fu demolita e sostituita da due edifici in pieno stile neogreco, ad opera di Filippo Antolini. I due fabbricati, eretti nel 1843, servivano a sostenere un grande cancello in ferro; da ciò derivò il nuovo nome di Barriera Gregoriana, dal papa allora regnante.

### Dall'Unità d'Italia in avanti
Fu solamente con l'unificazione nazionale che per Bologna si aprirono le porte ad un nuovo processo di espansione urbana. La posizione centrale nel nuovo Stato italiano, unita allo sviluppo dei collegamenti ferroviari, ne fecero un crocevia fondamentale nel sistema dei traffici commerciali, mentre la città si apprestava a diventare il capoluogo preminente di una vasta regione coinvolta in dinamiche di trasformazione economica e sociale.
Da allora, il tetto demografico di età moderna venne sfondato, superando la soglia dei 75 000 abitanti, innescando lavori di ristrutturazione urbana oltreché alla formazione di una prima periferia esterna al nucleo della città murata.

### Esplicative
1. ↑  Le cui evidenze oggi sono visibili sotto l'attuale Sala Borsa.
2. ↑  Anticamente posta all'incrocio tra le vie Santo Stefano e Farini; oggi scomparsa, al suo posto sorge una palazzina. Cfr.  Palazzina in S. Tecla, su Bologna Online. URL consultato il 25 dicembre 2022.
3. ↑  Attuale zona delle vie Zanardi e Bovi Campeggi.
4. ↑  L'insieme dei cittadini di una stessa contrada.

### Bibliografiche
1. ↑  Bergonzoni, p. 7.
2. ↑  Bergonzoni, pp. 8-9.
3. ↑  Bergonzoni, p. 10.
4. ↑  Bergonzoni, pp. 11-14.
5. ↑  Bergonzoni, pp. 14-15.
6. ↑  Bergonzoni, pp. 17-20.
7. ↑  Bocchi, p. 187.
8. ↑  Bocchi, pp. 188-190.
9. ↑  Riguzzi, pp. 29-31.
10. ↑  Bocchi, pp. 190-195.
11. ↑  Bocchi, pp. 190-194.
12. 1 2  Bocchi, pp. 195-196.
13. 1 2  Riguzzi, pp. 28-29.
14. ↑  Bocchi, p. 196.
15. ↑  Bocchi, p. 197.
16. ↑  Riguzzi, pp. 40-42.
17. ↑  Bergonzoni, p. 25.
18. ↑  Bocchi, p. 199.
19. ↑  Bocchi, pp. 208-212.
20. ↑  Riguzzi, pp. 37-38.
21. ↑  Bocchi, pp. 216-218.
22. ↑  Bocchi, p. 218.
23. ↑  Bocchi, pp. 222-224.
24. ↑  Bocchi, pp. 224-225.
25. ↑  Bocchi, p. 226.
26. ↑  Bocchi, pp. 238-240.
27. ↑  Bocchi, pp. 251-254.
28. ↑  Bocchi, pp. 200-201.
29. ↑  Bocchi, pp. 281-283.
30. ↑  Bocchi, p. 234.
31. ↑  Bocchi, pp. 240-241.
32. ↑  Bocchi, p. 284.
33. ↑  Bergonzoni, p. 33.
34. ↑  Bocchi, pp. 256-263.
35. ↑  Bocchi, p. 220.
36. ↑  Bocchi, pp. 233-234.
37. ↑  Bocchi, pp. 234-237.
38. ↑  Riguzzi, p. 40.
39. ↑  Bocchi, p. 243.
40. ↑  Bergonzoni, p. 34.
41. ↑  Bocchi, pp. 244-245.
42. ↑  Riguzzi, pp. 43-45.
43. ↑  Bocchi, pp. 241-242.
44. ↑  Bocchi, pp. 271-272.
45. ↑  Bocchi, p. 272.
46. ↑  Bocchi, pp. 273-274.
47. ↑  Bocchi, pp. 276-278.
48. ↑  Bocchi, p. 276.
49. ↑  Bocchi, pp. 284-285.
50. ↑  Riguzzi, pp. 49-50.
51. ↑  Riguzzi, p. 51.
52. ↑  Bocchi, pp. 285-286.
53. ↑  Bocchi, pp. 286-287.
54. ↑  Bergonzoni, p. 41.
55. ↑  Bergonzoni, p. 42.
56. ↑  Bocchi, pp. 290-291.
57. ↑  Bergonzoni, p. 44.
58. 1 2  Bocchi, pp. 291-293.
59. ↑  Riguzzi, pp. 57-59.
60. ↑  Bergonzoni, p. 53.
61. ↑  Riguzzi, pp. 57-58.
62. ↑  Riguzzi, pp. 59-60.
63. 1 2  Riguzzi, p. 63.
64. ↑  Riguzzi, pp. 60-61.
65. ↑  Riguzzi, pp. 61-63.
66. ↑  Bergonzoni, p. 64.
67. ↑  Bergonzoni, p. 51.
68. ↑  Bergonzoni, p. 68.
69. ↑   Canale Navile - Ex area portuale, su Bologna Online. URL consultato il 28 dicembre 2022.
70. ↑  Riguzzi, pp. 64-65.
71. ↑  Riguzzi, pp. 65-67.
72. 1 2  Riguzzi, pp. 67-69.
73. ↑  Riguzzi, p. 69.
74. ↑  Riguzzi, p. 70.
75. ↑  Riguzzi, pp. 71-72.
76. ↑  Riguzzi, pp. 72-73.
77. ↑  Riguzzi, pp. 79-80.
78. 1 2  Riguzzi, p. 84.
79. ↑  Bergonzoni, p. 78.
80. ↑   Chiesa di Santa Maria Lacrimosa degli Alemanni, su Bologna Online. URL consultato il 29 dicembre 2022.
81. 1 2  Riguzzi, pp. 85-86.
82. ↑  Riguzzi, p. 89.
83. 1 2  Riguzzi, pp. 90-91.
84. 1 2  Bergonzoni, p. 91.
85. ↑  Riguzzi, pp. 91-92.
86. ↑  Bergonzoni, pp. 91-92.
87. 1 2  Bergonzoni, p. 92.
88. ↑  Riguzzi, p. 92.
89. ↑  Bergonzoni, pp. 95-97.
90. ↑  Riguzzi, pp. 97-98.